# Історія Чечні
Історія Чечні стосується історії чеченців та території регіону Чеченської республіки.

## Доісторичний та античний період

Фізична мапа Чечні.

Кременеві знаряддя епохи пізнього палеоліту виявлено біля сіл Балансу, Ведено та Ца-Ведено. Тут виявлено також місцезнаходження та окремі артефакти епохи мезоліту та неоліту. Декілька поховань епохи пізньої бронзової та ранньої залізної доби знайдені біля села Зандак у Ножай-Юртовському районі.
Біля села Гамурзієво в Інгушетії знайдено стоянку-майстерню та 30 кам'яних знарядь з андезиту. Її датували мустьєрською культурою (неандертальці). Кременеві знаряддя пізнього палеоліту виявлено в Єкажево в Інгушетії та Чечні біля сіл Балансу, Ведено, Ца-Ведено. У цьому ж регіоні знайдені стоянки мезоліту та неоліту.
Стаціонарних розкопок поки що проведено мало, однак, очевидно, що люди населяли території Інгушетії та Чечні в давньокам'яному столітті.
Енеоліт представлений поселеннями Курчалой та курганами на рівнині. У бронзовому столітті біля Чечні були Майкопська та Куро-аракськая культури. На зміну їм прийшла Північнокавказька культура. У степах на північ від річки Терек є пам'ятники Ямної та Катакомбної культур. Носії нахських мов залишили по собі склепи та гробниці в горах, ґрунтові могили. Пізня бронза представлена Каякентсько-Харачоєвською та Кобанською культурами, остання представлена багатьма археологічними пам'ятками на території Чечні. Люди, що жили в цей період, мали контакти зі скіфами та савроматами в період залізного віку. Потім почалася сарматська культура, а на сході передгірної зони жило місцеве населення, яке збереглося до Середньовіччя.
Грузинський історик Георгій Мелікішвілі стверджував, що хоча є свідчення поселення нахів у районах Південного Кавказу, це не виключає можливості їх проживання і на Північному Кавказі.
Зокрема, чеченці були знані як дзурдзуки, а інгуші як глігви. Так, радянський історик-кавказознавець Аркадій Гольдштейн у своїй роботі вказує: «У гірську Інгушетію перебувають грузинські місіонери, тут будується християнські храми, у грузинських анналах з'являються згадки про дзурдзуки та глігви.»

## Середньовіччя

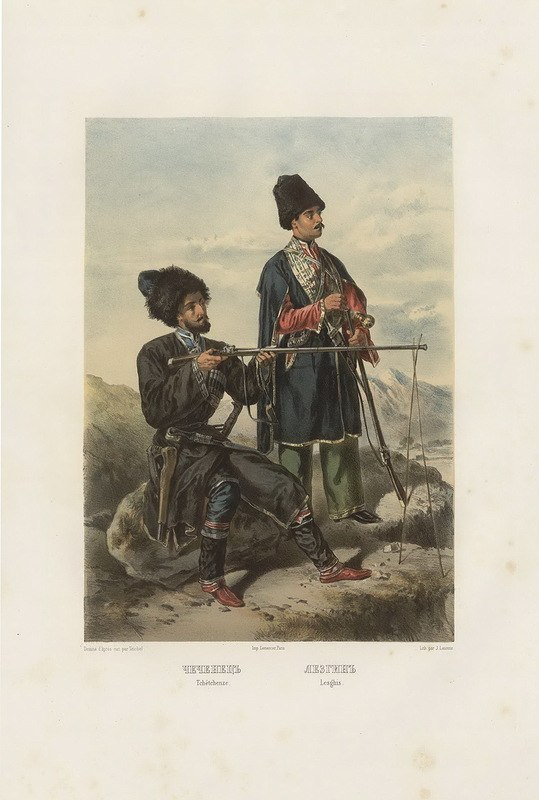
Чеченець і Лезгин. Ілюстрація до «Этнографическое описание народов России» (1862)

Згадки про перші державні утворення на території Чечні належать до кінця раннього середньовіччя. З IX століття рівнинна частина сучасної території Чечні входила до складу Аланського царства. У горах і рівнині жили прямі предки чеченців — плем'я нохчо (нохчій).

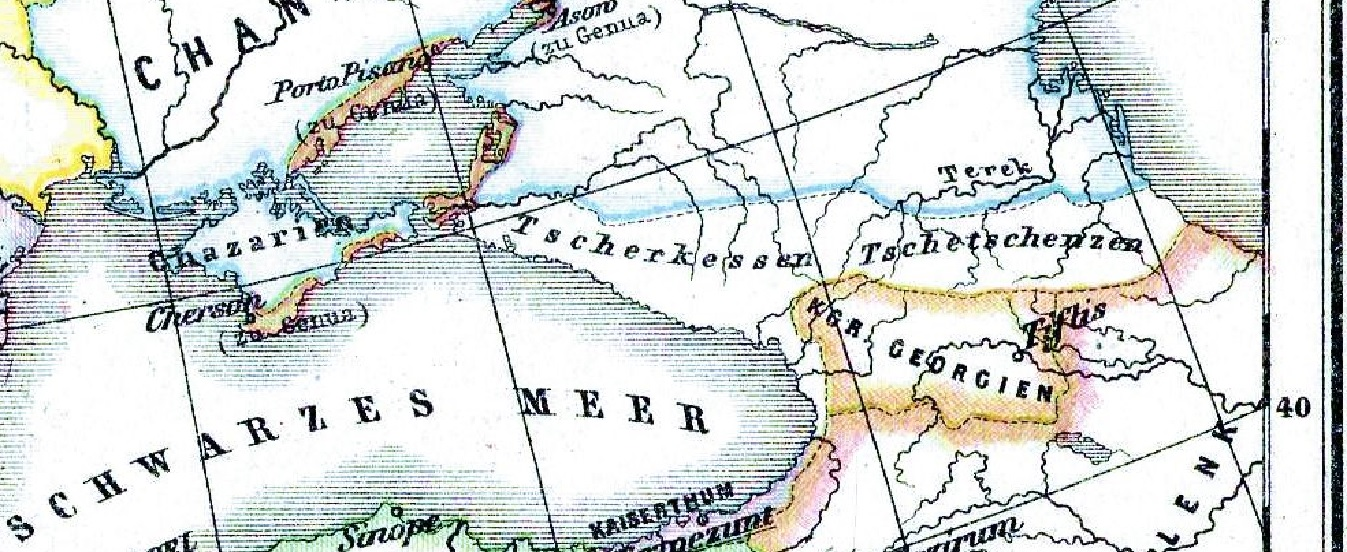
Мапа Європи 1400 року Генріха Кіперта. Місце розселення чеченців відмічено як Tschetschenzen.

У XIII столітті в результаті нашестя монголів предки чеченців змушені були покинути рівнинні райони та піти в гори, що, поза сумнівом, затримало суспільно-економічний розвиток чеченського суспільства.
У XIV столітті чеченці утворили ранньофеодальну державу Сімсім, знищену пізніше військами Тимура.
Після розпаду Золотої Орди рівнинні райони сучасної Чеченської республіки потрапили під контроль кабардинських та дагестанських феодалів. Витіснені з рівнинних земель, які протягом кількох століть контролювалися кочовими та напівкочовими тюркомовними племенами, чеченці до XVI століття жили переважно в горах, поділяючись на територіальні групи, які отримували назви від гір, річок тощо (мічиківці, качкаликівці, ічкеринці, чеберлівці, шатоївці, аккінці, та інші), поблизу яких вони проживали. До цього періоду відноситься виникнення та формування тайпової структури чеченського суспільства.
З XVI століття частина чеченців почала поступово повертатися з гірських районів на Чеченську рівнину, в долину Терека, на береги Сунжі та Аргуна. Як писав знавець чеченської історії та культури Абдулхалім Саламов, «Страшна земельна тіснота, голод штовхали чечено-інгушські племена з гірських круч і тіснин до огрядних площинних земель. За багатовікову історію вони неодноразово виходили до притеречних просторів і змушені були знову ховатися в гори під тиском сильнішого супротивника». Переселяючись на рівнинні землі, чеченці та інгуші спочатку утворювали невеликі компактні села з окремих більш-менш відомих однойменних тайпових (родових) товариств, причому деякі села на рівнині зберегли за собою назви тих, родоначальники яких були засновниками тих чи інших сіл.
До цього часу належить початок експансії Московією Північного Кавказу, Західного Прикаспію, що відбулася за розгромом Астраханського ханства. Союзником Московського царства в цьому регіоні стали кабардинські князі, що зазнавали посиленого тиску з боку Кримського ханства — васала Османської імперії — та Тарковського шамхальства.
Перші поселенці-козаки, однак, з'явилися на Тереку задовго до цього. Вже в першій половині XVI століття козацькі містечка розташовувалися на правобережжі Терека «на гребенях», тобто на східних і північних схилах Терського хребта, біля впадання річки Аргун у Сунжу, звідки й пішла їхня назва — гребенські козаки. Гребенці заселяли переважно басейн середньої течії Терека та Сунжі. У XVI столітті сюди переселилися донські козаки з річки Калитви.
До другої половини XVI століття відносяться перші письмові свідчення московитської влади про контакти з чеченцями. У 1570-ті роки один з найбільших чеченських володарів князь Ших-мурза Окоцький встановив зв'язки з Москвою, до Москви прибуло перше чеченське посольство, що клопотало про прийняття чеченців під московитське заступництво. Федір I Іванович видав грамоту. У листі до царя Ших Окоцький повідомляє про те, що взяли 7 міст, у тому числі Індрі (Ендірей). Проте вже у 1610 році, після його вбивства та повалення його спадкоємця Батая, Окоцьке князівство було захоплене кумицькими князями.
З кінця XVI століття на Північний Кавказ рушило багато козаків-переселенців з Дону, Волги, Хопра. Вони склали низове, власне «терське» козацтво, яке сформувалося пізніше гребенського (у XVI—XVIII століттях) за активної участі вихідців із сусідніх народів. Багато православних осетинів і черкесів, що тікали від османського і перського гніту грузини й вірмени приймалися в козацтво та остаточно зливались з ним. Ця багатонаціональна за своїм походженням спільність і склала основу Терського козацького війська, офіційною датою утворення якого вважається 1577 рік.
Гребенські козаки першими безпосередньо зіткнулися з набігами сусідів-горців, що з метою захоплення худоби та іншого видобутку, а також полонених, яких або перетворювали на рабів, або повертали за викуп. Це призводило до неминучих сутичок, під час яких козаки здійснювали спустошливі напади на чеченські аули. Попри це, у XVI—XVII століттях відносини між козаками та чеченцями мали характер щодо мирного співіснування: між ними розвивалися торговельні зв'язки, зав'язувалися кунацькі й навіть родинні стосунки. Козаки запозичили у чеченців та інших гірських народів елементи одягу та озброєння; своєю чергою, чеченці переймали у козаків деякі елементи господарського устрою. Чеченці виступали в походи разом із кабардинцями та терськими козаками проти Кримського ханства, Османської імперії та Персії.
У 1627, 1645 та 1657—1658 роках ряд товариств східної Чечні прийняв присягу на вірність Росії, але в другій половині XVII століття вони потрапили в залежність від кабардинських, кумицьких та тушетських феодалів. Коли в Чечні у зв'язку з повсюдним освоєнням рівнинних земель відбувалися розбрат і зіткнення між чеченськими тайпами, чеченці запрошували сторонніх князів як незалежні нейтральні судді для вирішення спорів і земельних прав між ними. Якщо траплялося, що з-поміж них селилися іноземці з вищих станів, вони теж втрачали своє високе походження і порівнювалися з чеченцями. Московитська ж влада, встановлюючи свій вплив над гірськими народами, насамперед спиралася на місцевих феодалів. У цих умовах (за відсутності феодалів у чеченців) Москва стала насаджувати в Чечні владу сусідніх феодалів, насамперед кабардинських і дагестанських — Айдемірових, Чапалових, Турлових, Казбулатових, Черкаських та інших. Закріплюючи союз з ними, царська влада стала навіть виплачувати їм з казни 50 рублів на рік. Самі ці феодали наполегливо прагнули співпрацювати з московитською адміністрацією, розуміючи, що без її підтримки їм не втримати свою владу над чеченцями. Марк Блієв вважав, що з першої третини XVIII століття в Чечні створювалася «російська система управління» — «… управління з допомогою дагестанських і кабардинських феодалів», і до середини XVIII століття вона «…набувала форми стійкої доктрини».
Проте, за даними генерала Григорія Орбеліані: «кабардинці поширили своє панування на інші кавказькі народи, але тільки чеченці воювали з ними вічно і не підкорялися їм». Наприкінці XVIII — початку XIX століть у тактичних інтересах російської влади було час від часу використовувати тезу про підвладність деяких гірських народностей Кабарді. Це дозволяло поширювати сферу впливу Російської імперії на суверенні або залежні від Туреччини території, які нібито були у васальній залежності від російської Кабарди. Повідомлення про те, що кабардинські «власники» з давніх-давен збирали данину з різних гірських народів, позбавлені підстави, і хоча якийсь період виплати податків мали місце, але пов'язано це було з часом, коли кабардинцям опікувалася Росія і постачала їм найсучасніше озброєння. Іван Дельпоццо також зазначає, що кабардинці користувалися військовою силою і заступництвом Російської Держави: «… Осетинці, Балкарці, Карачаївці, Абазинці, Інгушівці та Карабулаки [тобто орстхойці] є люди вільні, і хоча вони з деяких часів і платили їм [кабардинським „власникам“] податки, але це єдино послідувало від вищезазначеного предмета сили зброї Російського та заступництва їм, Кабардинцям, даного, і тоді ще Російський уряд у відсутності досконалої інформації про стан і вільність тих народів.» Відомо, що Кабарда була під російським заступництвом з XVI століття.
Про відношення кумицьких князів і чеченців генерал Єрмолов зазначає таке: "землі кумицьких андріївських, аксаївських та костеківських князів були «в більшості» населені чеченцями. Кумицькі князі «цілком були в їх залежності, і на власній землі своїй не інакше могли жити з деякою безпекою, як зробивши з ними зв'язки, або входячи в спорідненість. Жоден із князів кумикських не наважувався виїжджати, не будучи супроводжуваним чеченцем».
Таким чином, на кращих кумицьких землях, біля підніжжя лісистих Качкаликівських гір, утворилося широке чеченське населення, яке, на відміну від інших чеченських племен, стало називатися качкаликівським.

## Іслам як панівна релігія
До XI століття вайнахи були політеїстами, поклонялися місцевим божествам. Серед них були поширені магія, знахарство, шанування священних гір, гаїв, дерев та ін. У XI—XII століття з Грузії та Візантії тут поширилося православ'я. Грузинські царі скеровували сюди проповідників, священників, священні книги, допомагали створювати християнські храми. До XIII століття християнство стало основною релігією вайнахів, а вайнахські угруповання виступали союзниками Грузинського царства. Однак у зв'язку з падінням Візантії та ослабленням впливу Грузії християнство серед вайнахів занепало; одночасно відроджувалися старі політеїстичні вірування, й у XV—XVII століттях для вайнахів характерно змішання християнських і дохристиянських обрядів і вірувань.
У XIII—XV століття, в пору навали монголів та експансії Тимура, на рівнинній частині Чечні та Інгушетії й, зокрема, в окремих вайнахських суспільствах, таких як країна Сімсім, через Золоту Орду та Дагестан (від сусідів-кумиків) почав проникати іслам суннітського штибу. Жителі Східної та передгірної Чечні, а також передгірської Інгушетії були мусульманами вже у XVI столітті, але більшість населення гірської Чечні та Інгушетії прийняла іслам лише у XVII—XVIII століттях. Попри поширення ісламу в рівнинній та передгірній частині Чечні та Інгушетії, в горах ще живучи були язичницькі та християнські культи та обряди, які співіснували тут із новими, мусульманськими традиціями та обрядами.
Всупереч поширенню серед чеченців деяких загальних знань з ісламської догматики, а також мусульманських імен, позиції ісламу у головній сфері — сфері правових відносин — аж до кінця XVIII століття залишалися слабкими. Мусульманське право (шаріат) мало дуже вузьку сферу застосування; все суспільне життя чеченців, як і в доісламські часи, регулювалося переважно нормами звичайного права — адата, зберігачами та носіями якого були родові старійшини.
Твердження ісламу як панівної релігії чеченців відбувається з 1785 року, коли під мусульманськими гаслами починається визвольна боротьба проти російської колоніальної політики під проводом шейха Мансура спочатку в Чечні, а потім і на всьому Північному Кавказі. Заради найшвидшого прийняття горцями мусульманської релігії шейх Мансур, чеченець за походженням і уродженець села Алди, на чолі загону з наближеними, роз'їжджає гірськими селами Чечні та закликає тутешніх жителів до мусульманської віри.

## XVIII століття
Протягом XVII — початку XVIII століть Кавказ стає об'єктом устремлінь та суперництва шахського Ірану та Османської імперії, з одного боку, та Росії, з іншого. У середині XVII століття сефевідський Іран, поділивши з Османською імперією сфери впливу в Закавказзі, спробував за допомогою ширванських та дагестанських союзників витіснити Росію із Західного Прикаспію та затвердити свою політичну гегемонію на Північному Кавказі від Дербента аж до річки Сун. Туреччина у причорноморській (західній) частині Північного Кавказу діяла через свого васала — Кримське ханство. У XVII столітті між Кримським ханством та чеченцями сталося побоїще, яке закінчилося розгромом 80-тисячних полчищ кримських татар. Виношуючи одночасно плани захоплення Північно-Східного Кавказу, Туреччина посилено засилала сюди своїх емісарів, головне завдання яких було залучення убік Туреччини феодальних верхів Дагестану, Кабарди, Чечні, Інгушетії, Азербайджану. Анексіоністські наміри Туреччини особливо посилилися після підписання невигідного для Росії Прутського миру (1711), за умовами якого Росія була змушена повернути Туреччини Азов і більше не тримати свого флоту на Азовському морі.
Початок XVIII століття відкриває нову сторінку в історії терського козацтва: втративши колишню «вольность», воно увійшло до складу збройних сил Росії, перетворилося на військово-служивий стан, на який було покладено захист південного кордону Росії на Кавказі. У місті Терки постійно проживали царські воєводи, тут був зосереджений великий військовий гарнізон, зберігалися військові та продовольчі запаси. Сюди приїжджали посли із Закавказзя, князі та мурзи Північного Кавказу. Однак зловживання царських воєвод, що перебували в Терському місті, призвели в 1708 році до повстання чеченців під проводом Мурата Кучукова. Воно було придушене російськими військами.
Петро I вважав, що Північний Кавказ зіграє велику роль посиленні військової могутності Росії та розвитку торгівлі на Близькому Сході. Економічні, політичні та культурні зв'язки народів Північного Кавказу з Росією почали розширюватися після того, як Петро побував тут під час Перського походу в 1722 році та встановив особисті контакти з багатьма місцевими володарями й князями. 1722 року за 20 км від гирла річки Сулак російською владою було закладено нову фортецю — Святого Хреста, що стала новим економічним та адміністративним центром на Північному Кавказі та в Прикаспії. 1735 року вона була скасована, і в тому ж році було засновано місто Кизляр.
На початку XVIII століття в російських джерелах за чеченцями закріплюється ця назва — на ім'я села Чечен-Аул, що утворився, ймовірно, в результаті переселення частини чеченців з гір на «площину», на річку Аргун. Перші походи, вписуючись у загальну стратегію активного просування Російської держави на Кавказ, не переслідували, однак, мети приєднання Чечні до Росії: йшлося лише про підтримку «спокою» на Тереку, що став на той час природним південним рубежем імперії. Головним приводом для військових походів служили постійні набіги чеченців на козацькі «містечка» на Тереку. До цього періоду в очах імперської влади чеченці здобули репутацію небезпечних розбійників, сусідство з якими доставляло постійне занепокоєння державним рубежам.
З 1721 по 1783 рік каральні експедиції російських військ до Чечні стають систематичними — у покарання за набіги, а також за вихід із покори чеченським власникам — кабардинським і кумицьким князям, від яких номінально користувалися російським заступництвом. У походах, окрім регулярних військ, беруть участь козаки, а також дружини, сформовані з покірних народів — калмиків, кабардинців, ногайців. Експедиції супроводжуються спаленням так званих «буйних» аулів та приведенням їх мешканців в особі родових старійшин до присяги на підданство Росії. З найвпливовіших сімей беруться заручники — аманати, які утримуються в російських фортець. Жорстокість військ породжувала у місцевого населення ненависть і бажання помсти, так що через якийсь час ситуація повторювалася.
Значні виступи були відзначені у 1707—1708, 1722, 1732, 1757—1758, 1760, 1770—1774, 1783 роках.
У 1708 році чеченці, ногайці, кумики і російські козаки-втікачі взяли штурмом Терську фортецю, це повстання очолював башкир Мурат. Російські війська придушили це повстання, Мурата було взято пораненим у полон і страчено.
У 1732 році під Чечен-Аулом зібралися до 10 тисяч озброєних гірняків під проводом іншого чеченського князя, Айдеміра, ними було вбито чеченського князя Казбулата і розгромлено російський загін полковника Коха.
У 1757 році з Чечен-Аула почали розсилатися «обурливі листи», які закликають гірняків озброїтися задля боротьби з наступом росіян на гірські землі. Приводом до повстання стало також невдоволення рівнинних чеченців міжусобицями гірських князів. У відповідь на це 1758 року російський генерал Фрауендорф вирушив до Чечні з військами у числі 5—6 тис. осіб. 22 квітня російські сили після короткого штурму зайняли ущелину Ханкала, але потім, не досягнувши практично жодного успіху, Фрауендорф був змушений повернутися до Кізляра, відкрито визнавши, що повсталі «у підкорення не прийшли».
Починаючи з другої половини XVIII століття Російська імперія робить нові кроки для зміцнення своїх позицій на Північному Кавказі та підкорення північнокавказьких народів. Початок було покладено насильницьким переселенням волзьких та донських козаків на річки Кубань та Терек. Російське командування будувало козацькі станиці та поселення на рівнинних землях, а в передгір'ях споруджувало військові фортеці. З заснуванням фортеці Моздок (1763) російське командування розпочало створення лівого флангу Кавказької укріпленої лінії, стали закладатися нові фортеці: Катериноградська (на річці Малці), Павловська (на річці Курі), Мар'їнська (на річці Золці), Георгіївська (на річці Підкумці) та Олександрівська (на річці Томузлівці). 1769 року за указом Катерини II на Терек були переведені волзькі козаки, що розселилися між фортецею Моздок та гребенськими містечками, у станицях Галюгаївській, Наурській, Іщорській, Мекенській та Калинівській. Таким чином Терська лінія була значно посилена.
У 80-ті роки XVIII століття в Чечні на тлі взаємної ворожості та релігійного відчуження виник «шаріатський рух», який швидко набув антиросійського та антиколоніального забарвлення, вперше продемонструвавши на Кавказі ефективність гасла газавату — війни за віру.
У 1785 році пастух Ушурма з чеченського селища Алди проголосив себе імамом і прийняв ім'я Мансур, проповідуючи серед одноплемінників повернення до «чистого», «істинного», аскетичного ісламу, викорінення ворожих ісламу гірських звичаїв, пекла, а також оголошення газавату («богоугодної війни») проти тих, хто дотримується адати, потім — проти «невірних» (іновірців-гірняків) і, нарешті, проти росіян. За короткий час Мансур досяг широкого визнання в народі як імама, шейха і навіть пророка, придбав безліч прихильників не тільки в Чечні, а й у суміжних Інгушетії, Кабарді, Кумикії, Нагірному Дагестані. У самій Чечні різко зросла кількість мечетей, кількість мулл і шаріатських суддів (кадіїв). Російська влада, намагаючись придушити поширений релігійно-політичний виступ у зародку, направили в Алди проти Ушурми невеликий загін під командуванням полковника Пієрі. Похід закінчився невдачею: 6 липня 1785 року, натрапивши в лісі на чеченську засідку, загін був повністю знищений; загинув і сам Пієрі. Наступна каральна експедиція, в ході якої селище Алди було спалено, сколихнула всю Чечню: прибічники шейха Мансура здійснили низку наступальних дій проти укріплень та станиць Кавказької лінії. В результаті гарнізони, які займали укріплення від Моздока до Владикавказу, виявилися нездатними захистити дорогу до Грузії від нападів та пограбувань з боку чеченців. Внаслідок цього в 1786 році тільки що зведені укріплення (Потьомкіна, Григорипіль, Владикавказ) були залишені, і гарнізони їх були виведені на лінію. Почавшись у Чечні, повстання до 1787 року набуло особливо сильного розмаху серед адигів Північно-Західного Кавказу, за Кубанню. Туреччина, яка цього року вступила у війну з Росією, офіційно привласнила Мансуру титул імама і прагнула, діючи під прапором захисту ісламу, координувати свої військові зусилля з гірськими повстанцями. Боротьба з прибічниками шейха Мансура й османськими військами, які прийшли до них на допомогу, зажадала великих зусиль і коштувала Росії багатьох жертв. Декілька вдалих походів, а головне — перемога 30 вересня 1790 року генерала Германа над турецько-гірським загоном турецького паши Батал-бея на березі Кубані зламали сили шейха Мансура, і він з останніми загонами сховався в фортеці Анапа. 22 червня 1791 року, під час штурму та взяття російськими військами Анапи, шейх Мансур був поранений, захоплений у полон і помер на засланні в Соловецькому монастирі. У самій Чечні встановилося відносне затишшя, що переривається періодичними каральними експедиціями.

## Господарське життя чеченців у XVIII— на початку XIX століть

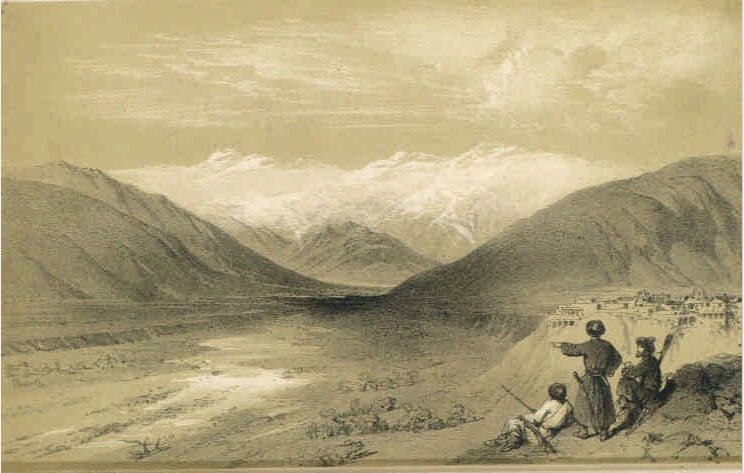
Аргунська ущелина. Малюнок Василенко XIX століття.

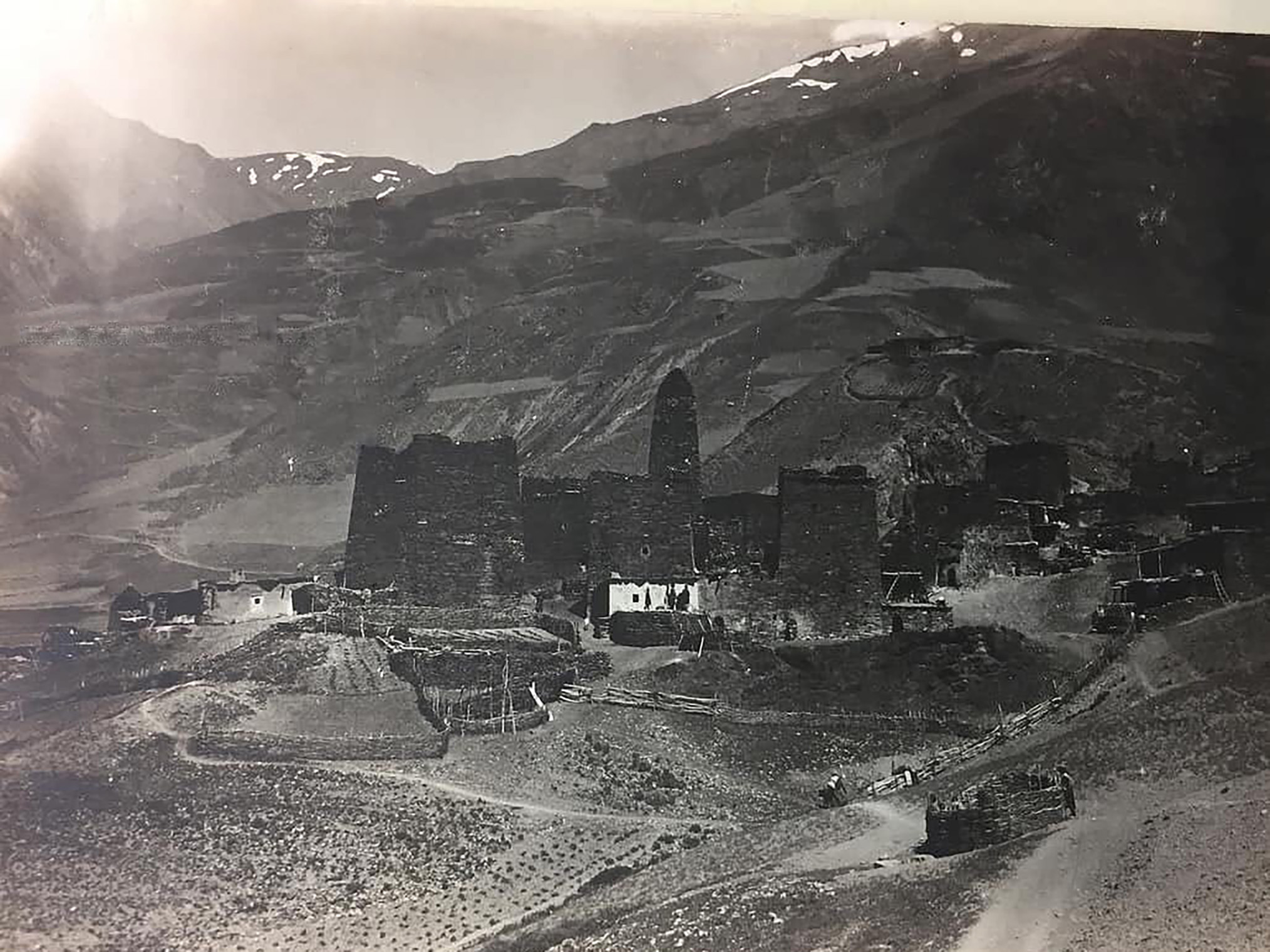
Поселення Терта Малхіста (1913)

З найдавніших часів одним з основних занять чеченців та інгушів, як і сусідніх північнокавказьких народів, було землеробство. Обробка землі за умов гір вимагала великої праці. Щоб підготувати ділянку під ріллю, треба було звільнити її від чагарнику, лісу та каміння, розрівняти, удобрити, провести канави для зрошення. Для гірських районів Чечні та Інгушетії характерним було ведення терасного землеробства. Чеченці та інгуші, що жили на рівнині та в горах, здебільшого займалися екстенсивним землеробством, змінюючи орні земельні ділянки в міру їх виснаження. Крім того, як і на всьому Північному Кавказі, у гірських районах Чечні та Інгушетії на скелястих ділянках створювалися штучні поля шляхом перенесення сюди ґрунту з інших земельних ділянок.
Зрошення широко застосовувалося у горах, а й у рівнині. У горах, як правило, тераси зрошувалися за допомогою ариків, що підводяться до них. У рівнинній частині Чечні та Інгушетії горяни проводили від річок канали, якими під час посухи пускали воду на засіяні ділянки землі.
Для рівнинної Чечні та Інгушетії XVIII століття стало переломним періодом у розвитку землеробства, яке стає основною та провідною галуззю. На той час заселення вайнахами родючих рівнинних земель переважно завершилося, у результаті змінився і характер господарювання. Оселившись на «площині», чеченці та інгуші стали все впевненіше втягуватися в торговельно-економічні зв'язки з Росією та сусідніми північнокавказькими народами. У цих умовах основною галуззю господарства більшості населення стає землеробство. Рівнинна Чечня наприкінці XVIII — початку XIX століття стає постачальником хліба не тільки для гірських товариств Північно-Східного Кавказу, але і вивозить його за кордон. Хліборобство поширювалося все далі на північ і розширювалося вільними землями за лівим берегом річки Терек і в його пониззі. Про розвиток зернового господарства у чеченських та інгушських селах говорить, зокрема, наявність численних водяних та ручних млинів. Російські фортеці та військові форпости, що склали Кавказьку укріплену лінію, стали місцем збуту сільськогосподарських продуктів, різних виробів місцевого виробництва, що також створювало сприятливі умови для розширення посівних площ та збільшення асортименту та кількості культур, що вирощуються. Між гірськими та рівнинними жителями відбувається точніший поділ праці. Так, вайнахи, що в горах, одержуючи хліб від рівнинних жителів, могли займатися переважно скотарством.

## XIX століття. Чечня у складі Російської імперії

### Кавказька війна (1817—1864)

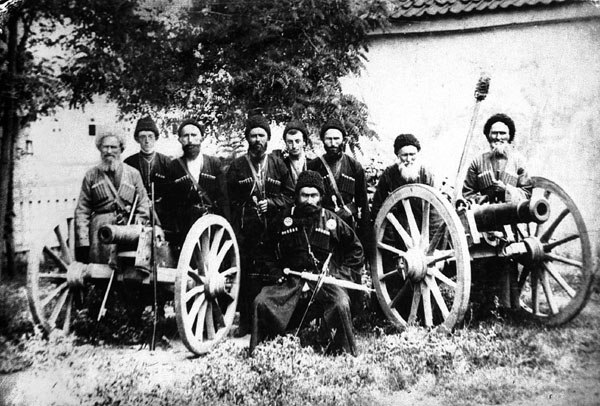
Чеченці — артилеристи в період Кавказької війни. У центрі — наїб Талхіг Шалінський.

На межі XVIII—XIX століть між російською владою і тайпами рівнинної Чечні встановлюються договірно-піддані відносини. Тайпи гірської Чечні продовжували зберігати самостійність і здійснювали набіги на фортеці Кавказької лінії.
На початку ХІХ століття Російська імперія анексувала грузинські царства та азербайджанські ханства. Гірська Чечня, нагірний Дагестан та Черкесія опинились посеред контрольованих Росією земель, хоча ще довгі роки лишались самостійними. У 1807 році стався бій загону генерала Булгакова із гірськими чеченцями в Ханкалинській ущелині.
У 1816 році російським намісником Кавказу став генерал Олексій Єрмолов, що одразу ж взявся за завоювання країн Північного Кавказу. Росіяни намагались нав'язати гірським народам свої звичаї, які горці вважали неприйнятними.
У 1817 році росіяни стали закладати нові фортеці в долині річки Сунжа — Преградний Стан, Грозная, Внєзапная, Бурная. Так було закладено Сунженську лінію. З цієї лінії почалась блокада гірської Чечні та Дагестана. У відповідь дагестанські феодали та гірські тайпи Чечні розпочали повстання, яке вилилось у майже п'ятидесятилітню Кавказьку війну. Чеченці й народи нагірного Дагестану намагались зруйнувати укріплення Сунженської лінії. У відповідь російські війська під командуванням генерала Єрмолова розпочали терор непокірного населення: вони спалювали «немирні аули», вбивали в них всіх чоловіків, починаючи від підлітків і закінчуючи старими, випалювали поля та пасовиська, забирали худобу, труїли або загиджували джерела з яких пили горці.

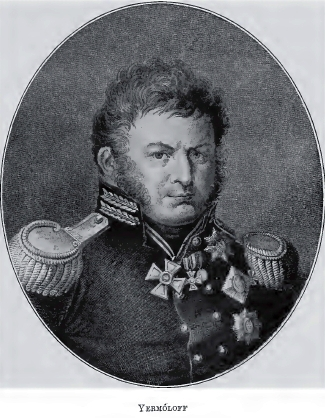
Намісник Кавказу генерал Олексій Петрович Єрмолов

Вождем повсталих чеченців став колишній поручник російської армії Бейбулат Таймієв. З повстанням Таймієва у Чечні розповсюджується ісламське релігійно — містичне вчення мюридизм.

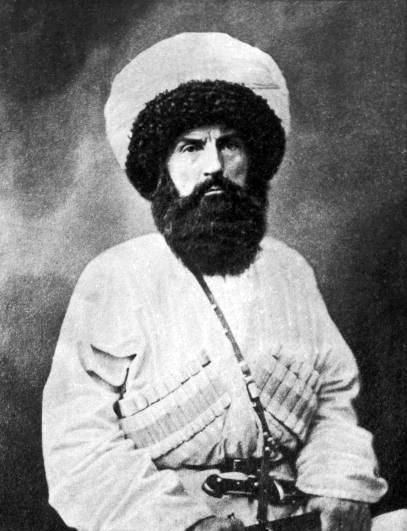
Шаміль — імам Чечні і Дагестану

У 1825 році верховним ватажком мюридів Чечні і Дагестану був обраний імам Газі — Мухаммад. У 1820 — ті роки в Чечні і Дагестані починає формуватись ісламська теократична держава Північно — Кавказький імамат, що найвищого розвитку досягла в часи третього імама Шаміля (1834–1859). Значна частина наїбств імамату знаходилася в Чечні. Після взяття російськими військами під командуванням генерала Граббе аулу Ахульго в 1839 році Шаміль зробив столицею імамату аул Дарго в Ічкерії.
1840–1847 роки були названі «блискучою епохою Шаміля»: під керівництвом імама дагестанці й чеченці завоювали величезну територію, приєднавши до імамату Аварське та Казикумухське ханства, велику частину Шамхальства Тарковського.

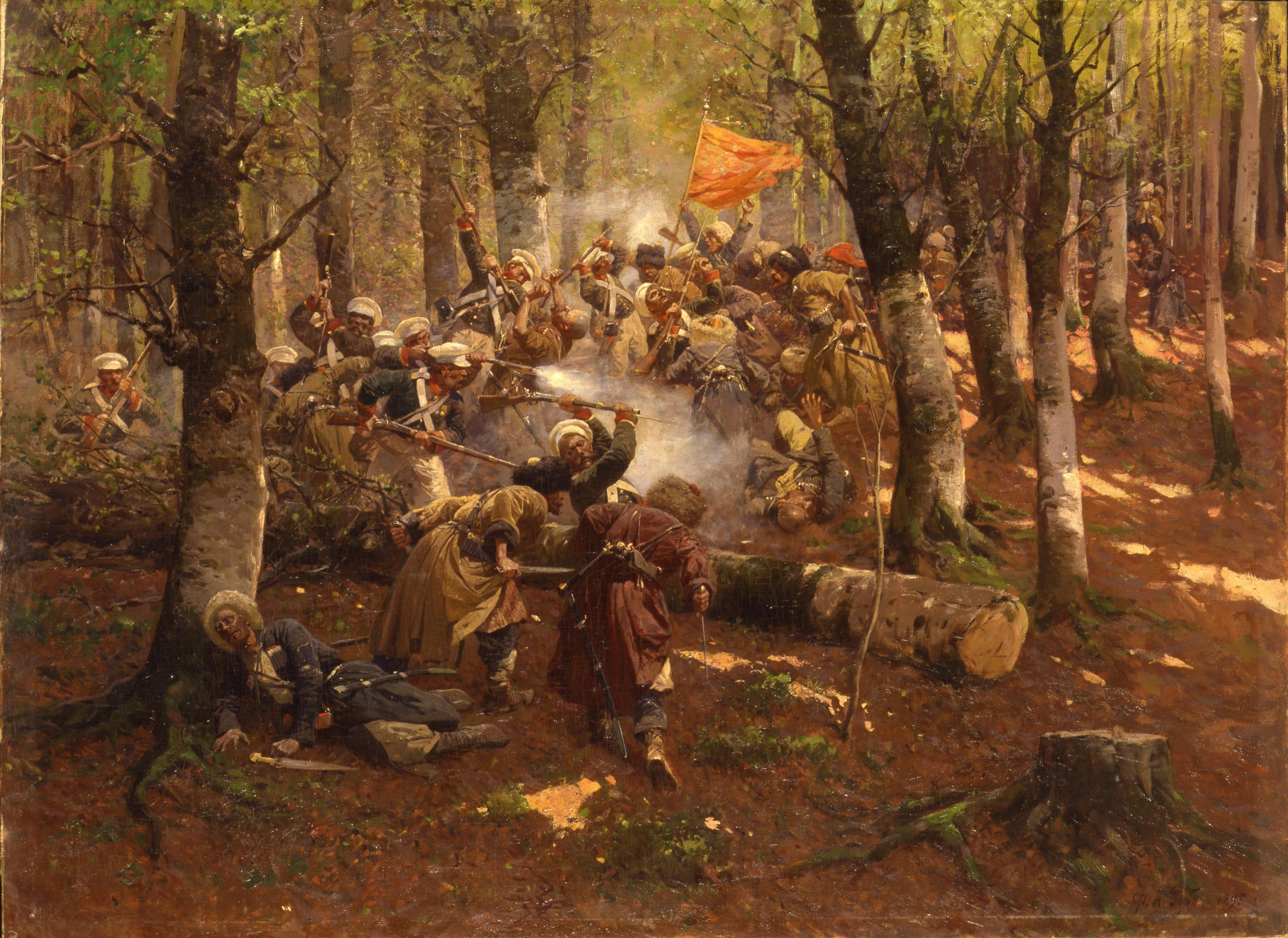
Даргінський похід (Сухарна експедиція). Малюнок Ф. А. Рубо. 1895.

У червні 1845 року російські війська під командуванням князя Воронцова здійснили невдалий Дарґінський похід. Їм вдалось захопити й спалити аул Дарго, але потому вони потрапили в оточення. Лише загін генерала Фейтага, що надійшов через три дні врятував учасників походу від загибелі і полону. В Дарґінському поході загинуло 3 генерали, 186 офіцерів і понад 4 тисячі нижніх чинів.
Новою столицею Північно — Кавказького імамату став аул Ведено.
Проте битва під Дарґо була останньою великою перемогою горців і після 1847 року починається занепад військ імама. На початку 1850 — х років новий намісник Кавказу князь Барятинський розпочинає підкорення областей Великої і Малої Чечні.
Під час Кримської війни у 1854 році чеченці під командуванням сина імама Казі — Магомеда здійснили похід на Грузію, захопивши декілька сіл та Цинандалі. Проте головної мети — з'єднатись із турецькими військами в Закавказзі вони не досягли. Після укладення Паризького миру горці залишились без зовнішньої підтримки.

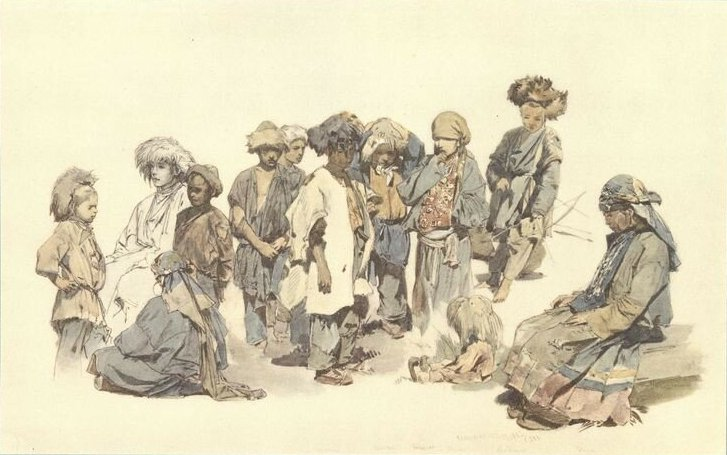
Чеченські діти. Малюнок художника Т. Горшельта. 1858 р.

При підтримці загонів набраних з місцевих народів — чеченців, осетинів, інгушів, джаро — лезгінів, князь Барятинський у 1857–1858 роках почав наступ в Чечні з кількох напрямків. Була взята Аргунська ущелина, котра вважалась неприступною.

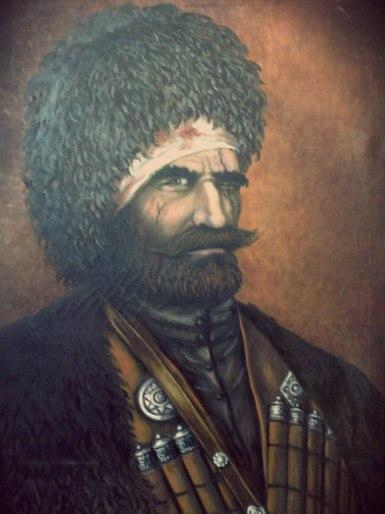
Наїб Байсангур Бенойський

Далі загін генерала Євдокімова увійшов до Ічкерії, взявши укріплення Шатой. 1 квітня 1859 року було взято Ведено. Невдовзі потому Дагестанський загін захопив Аух. Чечню було підкорено. 25 серпня 1859 року, після тривалих боїв за фортецю Гуніб, імам Шаміль капітулював. Один з наїбів імама Байсангур Бенойський із залишками військ мюридів півтора роки вів партизанську боротьбу в Аргунській ущелині. Після загибелі Байсангура боротьба чеченців була завершена.

### Чечня у складі Російської імперії (1860—1917)
В оголошеній 26 серпня 1859 року князем Олександром Барятинським «Прокламації до чеченського народу» чеченцям давалась свобода віросповідання, свобода від рекрутського обов'язку, землі якими володіли чеченці до 1839 року, окрім тих на яких було збудовано фортеці, свобода ремесел і торгівлі.
На території Північного Кавказу у 1860 році була створена Терська область, куди увійшла Чечня на території якої були утворені Ічкеринський (центр Ведено), Чеченський (центр Грозний) та Аргунський (центр Шатой) округи.
Протягом кінця 1850 — початку 1860-х років 22491 чеченців та інгушів переселились в Анатолію та на Близький Схід, не бажаючи жити на завойованих кафірами землях.
Спорожнілі внаслідок мухаджирства чеченські землі заселяли терські козаки, вірмени, українці і російські старовіри.
Через нестачу земель протягом 1860—1870—х років у Чечні неодноразово спалахували повстання.
Взимку 1864 року 300 мюрідів, серед яких були також жінки та діти зібрались під Шалінським укріпленням, вимагаючи звільнити арештованого російською владою шейха Кунта — Хаджі. У відповідь царські війська на чолі з генерал — майором А. Тумановим відкрили по демонстрантам, що були озброєні лише кинджалами, вогонь, внаслідок чого загинуло 158 чоловіків та 8 жінок.
Під час російсько- турецької війни 1877—1878 років у Чечні спалахнуло повстання на чолі з Алібеком — Ходжи Алдановими, котре також було жорстоко придушене.

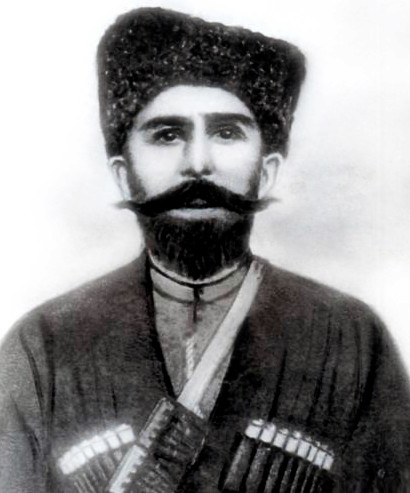
Абрек Зелімхан Гушмазукаєв

Також антиколоніальна боротьба у Чечні та інших районах Північного Кавказу знайшла виявлення у діяльності партизанів абреків, що діяли поодинці або в складі невеликих загонів. Абреки нападали на загони поліції, військових, грабували банки, пошту та інші державні установи. Найвидатнішим абреком Чечні (і всього Кавказу) був Зелімхан Гушмазукаєв з аулу Харачой, що боровся проти російських царської влади у 1901–1913 роках.
У 1860 — 1870 — х роках в Чечні виникають перші світські школи для дітей. У 1896 році було створено Грозненське міське училище.

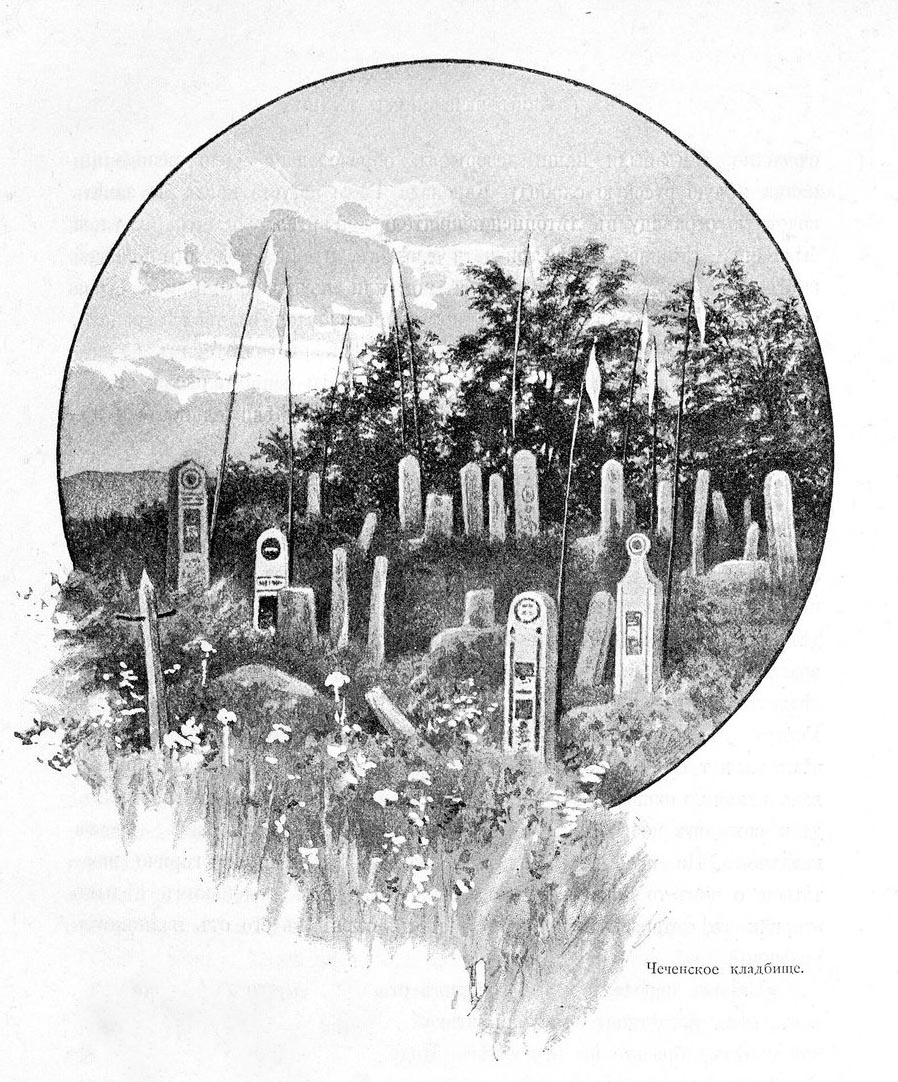
Чеченське кладовище. 1894 рік

У 1893 році по території Чечні було прокладено Владикавказьку залізницю, що з'єднала Грозний з центральними губерніями Російської імперії. В тому ж році було розроблено перше нафтове родовище (Старогрозненське газонафтове).
З'явилось Товариство грозненського нафтогазового виробництва І. А. Ахвердов та Ко.
Наприкінці ХІХ — на початку ХХ століть загострилось земельне питання в Терській області. Терські козаки здавали в оренду чеченським селянам степові та передгірські угіддя для посівів та випасу худоби, але не продавали їх у постійне володіння.
У 1911 році в Тіфлісі було видано перший чеченський буквар підготований Таштеміром Ельдархановим.
Під час Першої світової війни з чеченців було сформовано Чеченський кінний полк, котрий брав участь у Брусиловському прориві.

## Чечня у період революції 1917 року та Громадянської війни 1917—1922 років
Після Лютневої революції та падіння монархії 17 березня 1917 року в Грозному було створено Громадянський Комітет, що підкорявся Тимчасовому уряду. 18 березня представники соціалістичних партій в місті створили Грозненську раду робітничих, селянських і козацьких депутатів. Представники чеченців 27 березня зібрали Чеченський національний з'їзд, котрий утворив Чеченську національну раду.
Падіння монархії загострило напружені від часів Кавказької війни відносини між терськими козаками і чеченцями. Одним із головних причин стало земельне питання: у гірських народів або майже не лишилось сільськогосподарських земель, або це були зовсім невеличкі ділянки тоді як козацькі сім'ї в станицях володіли величезними угіддями. Через це між козаками і горцями почались збройні сутички. Насильство, грабунки, взяття заручників, підпали, вбивства стали повсякденною нормою.
Влітку 1917 року загони чеченців почали грабувати поїзди на ділянці Грозний — Хасав'юрт. У вересні, після того як регулярні війська покинули Грозний, чеченці стали нападати на нафтопереробні промисли.
Восени 1917 між терськими козаками і частинами розквартированого в Грозному Чеченського кінного полку почались збройні сутички, котрі переросли в погром чеченців. Чеченське населення покинуло місто, котре перетворилось на обложену фортецю: по околицях були споруджені загорожі з колючого дроту по яких було проведено електричний струм.
У відповідь чеченці підпалили нафтові вишки, які горіли до весни 1919 року, коли до міста увійшли денікінці. Протягом цього часу було спалено нафти вартістю в чверть бюджету Російської імперії.
8 листопада 1917 року в Грозному було вперше встановлено радянську владу.

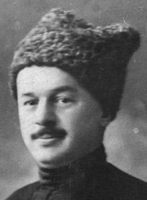
Абдул — Меджид Чермоєв

Центральний комітет Союзу об'єднаних горців Дагестану і Північного Кавказу в листопаді проголосив утворення Горської республіки, що охоплювала Дагестан та гірські райони Терської області. Головою уряду став чеченський землевласник і власник нафтових промислів Абдул-Меджид Чермоєв.
6 грудня Чеченська рада на чолі з А. Чермоєвим відправила ультиматум Грозненській раді робітничих депутатів з вимогою роззброїти загони Червоної гвардії.
7 грудня частини «Дикої» дивізії захопили Грозний.
14 грудня у Владикавказі було сформовано Тимчасовий Терсько — Дагестанський уряд, який об'єднав у Південно-Східний Союз терських козаків і гірські народи Північного Кавказу. Головою уряду став Абдул — Меджид Чермоєв, до його складу увійшли отаман Терського козацького війська М. Караулов, кумикський князь Р. Капланов, колишній царський чиновник інгуш В. Джабагієв.
13 січня 1918 року частини Червоної Армії вибили "Дику"дивізію з Грозного. Влада перейшла до Військово — революційного комітету.
2 лютого 1918 року скликаний у Моздоку І Терський народний з'їзд утворив Терську народну раду на чолі з Ю. Пашковським, котра за пропозицією С. Кірова почала переговори з чеченцями та інгушами.
18 березня 1918 року на ІІ Терському з'їзді було проголошено Терську радянську республіку на чолі з Терською народною радою до складу якої увійшли представники терських козаків, кабардинців, балкарців, чеченців та інгушів.

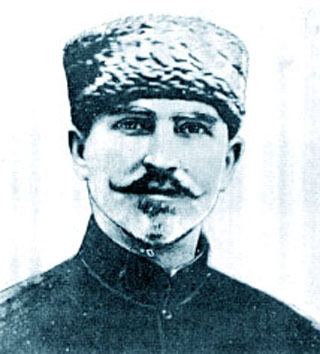
Таштемір Ельдарханов

В березні в селі Гойти зібрався народний з'їзд, який обрав Гойтинську народну раду на чолі Таштеміром Ельдархановим, котра оголосила підтримку радянській владі.
22 — 29 травня 1918 року в Грозному пройшов ІІІ з'їзд народів Терека.
8 серпня 1918 року на півночі Чечні спалахнуло антирадянське повстання терських козаків на чолі з Г. Бічераховим. 11 серпня повсталі взяли Грозний в облогу.
Більшовики згуртували в місті 3 000 вояків з міського пролетаріату, горян — мешканців сусідніх аулів та козацької бідноти. Командував міським гарнізоном М. Ф. Гикало.
Частини сформовані з червоних козаків під командуванням Дьякова почали завдавати ударів по тилах повстанців.
12 листопада 1918 року частини Сунженської армії на чолі з А. Дьяковим деблокували Грозний. Завершилась Стоденна оборона міста.
В нагороду за лояльність більшовики повернули чеченцям землі в межиріччі Терека і Сунжі відібрані ще за часів Катерини ІІ та Кавказької війни.
Прихильниками радянської влади було створено Чеченську Червону армію на чолі з Асланбеком Шеріповим, що була союзником Робітничо- Селянської Червоної Армії і забезпечувала боєприпасами й продовольством тили грозненського пролетаріату під час Стоденної облоги.
В лютому 1919 року Грозний захопили частини Кавказької Добровольчої армії під командуванням генерала П. Врангеля. З Порт - Петровська на каспійському узбережжі до Грозного стали прибувати ешелони Антанти зі зброєю для білих. В цей час уряд Горської республіки в екзилі у Тифлісі звертався до урядів країн Антанти з протестом щодо підтримки Добровольчої армії генерала А. Денікіна.
В лютому 1919 року в місті Владикавказ, за пропозицією Г. Орджонікідзе, з'їзд представників інгушського народу проголосив Горську радянську республіку.
В березні у Грозному білі утворили Терський Великий Козацький Круг. На з'їзді чеченських прихильників Денікіна було обрано Верховного правителя Чечні. Ним став Ерісхан Алієв.
На початку березня 1919 білі стали вимагати від чеченців видати усіх червоноармійців, які переховувались в чеченських аулах. Отримавши відмову, денікінці атакували село Гойти. Відбулась Гойтинська битва, що завершилась перемогою чеченців.

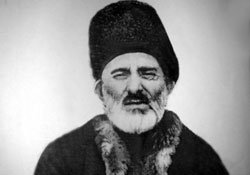
Узун — Хаджі — емір Північного Кавказу

В травні 1919 року аварський шейх Узун — Хаджі у Дагестані проголосив створення Північно-Кавказського емірату — ісламської монархії під протекторатом османського султана Мехмеда VI. Столицею держави було оголошено Ведено.
У вересні 1919 року частини Добровольчої армії атакували союзника емірату Чеченську Червону армію. В бою під селом Воздвиженське загинув командувач ЧЧА Асланбек Шеріпов.
7 жовтня червоні чеченці («Армія Свободи») взяли Грозний, проте війська генерала Ерделі вибили повстанців.
В березні 1920 року війська 11-ї Червоної армії розпочали Грозненську операцію, яка тривала з 12 по 24 березня 1920 року. 17 березня червоні захопили Грозний.
30 березня 1920 р. помер Узун — Хаджі. Після його смерті емірський уряд розпався.
Навесні 1920 року в Чечні було остаточно встановлено радянську владу. Її встановленню сприяв рух очолюваний шейхом Алі Мітаєвим, що поєднував комуністичні ідеї та іслам.

## Радянська Чечня

### Чечня у 1920—1936 роках
В листопаді 1920 року у Владикавказі з'їзд народів Терської області проголосив створення Горської АРСР, що складалася з шести округів. На території Чечні були утворені Чеченський національний округ, Сунженський козацький округ та окрема адміністративна одиниця місто Грозний, що одночасно було центром Чеченського округу.
Першим головою окружного виконкому та окружкому партії став Таштемір Ельдарханов.
У листопаді 1922 року з Горської АРСР було виокремлено Чеченську автономну область.
У серпні 1920 року Радянський військовий комісар Чечні констатував: «Проблисків класової свідомості серед чеченського народу не спостерігається».
У вересні 1920 року в горах Дагестану і Чечні спалахнуло перше антирадянське повстання, яке очолили Нажмудін Гоцинський та онук імама Шаміля Саїд-бей. Протягом кількох тижнів повстанці контролювали гірські райони. Проте у травні 1921 року регулярні війська відбили контрольовану повсталими територію і Нажмудін Гоцинський із загоном відступив у гори, а Саїд-бей емігрував до Туреччини.
У березні 1922 року штаб Північно-Кавказького військового округу прийняв рішення про роззброєння Чечні. В аулах Махкети, Гойти і Катар-Юрт проведено військову операцію з роззброєння населення і арешти учасників антирадянського повстання. Аули Гойти і Катар — Юрт були піддані бомбардуванням з повітря.
У грудні 1923 частини 9 — го стрілецького корпусу провели роззброєння населення аулів Гельдиген, Чечень, Белгатой, Цацин - Юрт Центарой, Ішхой. Було арештовано 68 чоловік «за причетність до бандитизму» і вилучено 2889 гвинтівок, 7509 гвинтівочних патронів, 384 револьвери і 410 револьверних патронів.
У 1924 році за обвинуваченням у «підготовці контрреволюційного заколоту» було арештовано чеченського комуністичного діяча Алі Мітаєва.
Намагання влади нав'язати своїх кандидатів на виборах до місцевих рад спричинило нове повстання в Чечні та Інгушетії. В багатьох місцевостях населення бойкотувало вибори, а подекуди розгромило виборчі дільниці з використанням вогнепальної зброї. На придушення заворушень було кинуто дивізію ДПУ.
В інформаційному огляді штабу 9-го стрілецького корпусу за червень — вересень 1924 року відзначалося: « Чечня являється букетом бандитизму. Кількість ватажків та непостійних бандитських шаєк, що здійснюють грабежі, головним чином, поблизу Чеченської області не піддається обліку».
У серпні 1925 року проти повстанців в Чечні та Інгушетії було розпочато спеціальну військову операцію під керівництвом командувача Північно — Кавказьким військовим округом І. П. Уборевича. Бунтівні аули оточувались військами, піддавались артилерійському обстрілу або повітряним бомбардуванням і брались штурмом, авіаескадрилья бомбардувала розташування повстанців у гірських районах. В полон були захоплені Н. Гоцинський та низка інших ватажків повстання, котрих в подальшому було розстріляно. Багатьох повстанців було відправлено на Соловки, або інші табори Крайньої Півночі. Також у 1925 році було розстріляно раніше арештованого А. Мітаєва, репресовано весь Центральний виконавчий комітет автономної області, а Т. Ельдарханов був знятий з посади голови Чечні. До 1989 року на керівництво чеченською і чечено — інгушською парторганізаціями не ставили вайнахів. На кілька років ситуація в Чечні була стабілізована.
На початку 1929 року до складу Чеченської автономної області було приєднано місто Грозний, що рахувалось окремою адміністративно — територіальною одиницею і Сунженський козацький округ. Урядові кола СРСР мотивували цей крок тим, щоб парторганізація Грозного підвищила рівень партійності серед чеченців і терських козаків.
У 1929 році, з початком суцільної колективізації, у Чечні, як і багатьох інших районах Радянського Союзу, спалахнуло масове антиколгоспне повстання ватажком якого став Шита Істамулов. Повстанці убивали колгоспних активістів, забирали колективізовані врожай та худобу. Найбільші хвилювання охопили Галанчозький район. Також повстання підняли чеченці області Аух у Дагестані. Повсталі захопили місто Хасав'юрт. В другій половині 1929 року війська НКВС та Червона в Армія розпочали каральну операцію внаслідок якої було вбито і поранено 60 повстанців, заарештовано 450 осіб. Урядові сили втратили 41 особу вбитими і пораненими. У 1931 році радянська сторона запросила Ш. Істамулова на переговори, під час яких він був убитий. Повсталих очолив його брат Хасан. У 1932–1933 роках повстання проти колгоспів спалахнуло з новою силою і до нього приєдналась низка станиць терських козаків. У відповідь радянські силові органи депортували чеченців і козаків цілими аулами та станицями.
Антиколгоспні виступи чеченських селян і козаків тривали до 1935 року.
У 1932—1933 роках чеченські селяни прихистили тисячі біженців з охопленої Голодомором України. Серед українських дітей — сиріт яких всиновили чеченські родини імовірно був батько поета і музиканта Імама Алімсултанова.
15 січня 1934 року Чеченська та Інгуська автономні області були об'єднані в Чечено — Інгуську АО зі столицею в Грозному. В зв'язку зі згортанням коренізації неросійських народів, у органах влади Чечено — Інгушетії домінували росіяни.

### Чечено-Інгуська АРСР
5 грудня 1936 року Чечено — Інгушетію було перетворено на Автономну Радянську Соціалістичну республіку. У серпні 1937 року в ході «генеральної операції з виявлення контрреволюційних елементів» було заарештовано 10 тисяч осіб, майже вся радянська національна інтелігенція. Були розстріляні всі партійні керівники та керівники органів влади від верху до місцевого рівня. Невдоволення репресіями призвело до нових виступів проти радянської влади.
У січні 1940 року в Чечні розпочалося збройне антирадянське повстання під керівництвом Хасана Ісраїлова. Реальна чисельність загону Ісраїлова, включаючи впроваджених до її складу агентів НКВС, ніколи не перевищувала 14 осіб. В лютому 1940 в аулі Галанчож в гірській Чечні повстанці сформували Тимчасовий народно — революційний уряд Чечено — Інгушетії який очолював Ісраїлов.
Наприкінці 1940 року військам НКВС вдалось повернути контроль над більшістю бунтівних районів у Кавказьких горах.

### Німецько-радянська війна (1941—1945)
Після нападу Німеччини на СРСР повстання у Чечні спалахнуло з новою силою. В липні в республіці діяло 20 озброєних угруповань чисельністю 84 особи, які вбили 12 представників влади та комуністичних активістів.
В серпні 1941 року народний комісар внутрішніх справ СРСР Лаврентій Берія підписав наказ про проведення військової операції в Ахалхевському районі Грузинської РСР з метою виявлення і знищення чеченських повстанців у Хільдіхароєвській та Майстинській ущелинах.
6 січня 1942 року, перебуваючи в Полтаві, у штабі групи армій «Південь», Адольф Гітлер заявив: «Якщо ми не візьмемо Майкоп і Грозний я буду змушений закінчити цю війну».
У 1942 році радянська авіація двічі завдала ударів по гірських районах Чечні. Особливо постраждали аули Шатой, Ітум — Кале і Галанчож. Авіаудари спричинили численні жертви серед цивільного населення.
Як наслідок в березні 1942 року з 14 576 мобілізованих на фронт чеченців та інгушів 13 560 (93 %) дезертирували або ухилились від мобілізації, втікши в гори до повстанців.
Також у відповідь на бомбардування цивільного населення підняв повстання в Шатойському та Ітум-Калінському районах колишній голова Ліспромради республіки, молодший брат червоного чеченського командарма Асланбека Шеріпова Майрбек Шеріпов. У відозві розповсюдженій Ісраїловим та Шеріповим до населення Чечено — Інгушетії закликалось надати підтримку наступаючим німецьким військам, як гарантам незалежності народів Північного Кавказу.
Влітку 1942 року німецьке командування розпочало наступальну операцію «Едельвейс», головною ціллю якої було захоплення нафтових районів Кавказу — Грозненского і Бакинського.
Наприкінці серпня 1942 року війська вермахту (група армій «А») вийшли на рубіж Прохладний, Моздок, Іщерська, маючи намір прорвати радянську оборону і розвинути наступ по Алханчуртській долині у бік Грозного, Махачкали та Баку. Німці мали перевагу в артилерії ушестеро, у танках — учетверо. Восени 1942 року німці окупували частину території республіки.
Протягом 1942 — 1943 німецьке командування засилало в Чечено — Інгуську республіку десантно — диверсійні групи, які надавали матеріальну підтримку чечено — інгушським повстанцям
Після поразки німців під Сталінградом, у 1943 році повстанський рух пішов на спад, чому сприяла також мобілізація чоловіків на фронт.
За даними НКВС та НКДБ СРСР, станом на 1 листопада 1943 року нараховувалось 35 повстанських груп загальною чисельністю 245 осіб і 43 абреки — одинаки. Понад 4000 чоловік припинили активну діяльність, але зброю сховали, в очікуванні нового наступу німців на Кавказ.
Водночас на фронті 18 чеченців були удостоєні звання Герой Радянського Союзу.

### Депортація чеченців та інгушів
Докладніше: Депортація чеченців та інгушів.
31 січня 1944 року постановою Державного Комітету Оборони СРСР № 5073 було скасовано Чечено — Інгушську АРСР. Чотири райони були передані Дагестанській АРСР, а на решті території було утворено Грозненську область.
23 лютого 1944 року було розпочато депортацію чеченців та інгушів з офіційним формулюванням «за посібництво фашистським окупантам». На постійне проживання до Казахської РСР та Киргизької РСР було виселено 496 460 людей з чеченців та інгушів.
Частину населення було знищено на місці. 27 лютого 1944 р. в аулі Хайбах загонами НКВС було спалено живцем близько 700 осіб. 6000 горців були розстріляні, спалені, або втоплені в озері Галанчож.
Чеченці та інгуші що ухилилися від депортації перейшли на нелегальне становище, пішли в гори і поповнили повстанські загони. Станом на 1 січня 1945 р. в Грозненській області діяло понад 80 підпільних груп. Навіть після загибелі 22 грудня 1944 року Х. Ісраїлова, повстанці продовжували вести партизанську війну до середини 1950 — х років. Абреки — одинаки робили напади на представників радянської влади навіть у 1960 — ті.

### Чечня у 1956—1990 роках
9 січня 1957 року Верховна Рада СРСР ухвалила постанову про відновлення Чечено — Інгушської АРСР. Чеченцям та інгушам було дозволено повернутись на свою історичну батьківщину. Нечеченське населення Грозного виступило проти повернення чеченців, що вилилося у масові заворушення в місті.
Однак, чеченці та інгуші що повернулись опинились в дискримінованому становищі. Їм забороняли селитись у великих містах, не брали на роботу на заводи. Вайнахи могли працювати лише на зведенні об'єктів сільського господарства та на вахтових роботах з добування нафти й газу на Крайній Півночі.
У 1969 році з'явився національний ансамбль Башлам.
У 1975 р. в Грозному запрацював тролейбус.
У 1976 р. в Чечено-Інгушетії з'явився Цирк.
28 березня 1976 р. в бою з міліцейським загоном загинув останній боєць загону Хасана Ісраїлова і останній абрек Кавказу Хасуха Магомадов.
У 1980 році було відкрито Чечено — Інгушський державний педагогічний університет.
У 1985 році у центрі Грозного було відкрито монумент Вогонь Вічної Слави.

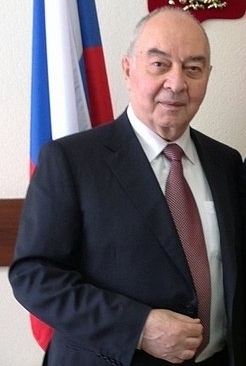
Доку Завгаєв

У 1989 році першим секретарем Чечено — Інгушського республіканського комітету КПРС був обраний Доку Завгаєв, він же очолив президію Верховної Ради республіки.

## Чеченська республіка Ічкерія

### Чеченська революція

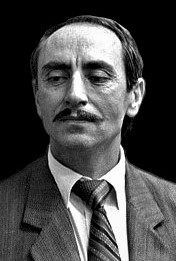
Джохар Дудаєв

З початком Перебудови у Чечено-Інгушській АРСР активізується націонал-патріотичний рух. 23-25 листопада 1990 року у Грозному відбувається Чеченський національний з'їзд, що обрав Виконавчий комітет, який був перетворений на Загальнонаціональний Конгрес Чеченського Народу. Головою конгресу був обраний генерал — майор Джохар Дудаєв.
27 листопада 1990 року сесія Верховної Ради Чечено-Інгушетії прийняла декларацію про державний суверенітет республіки. Після декларації про державний суверенітет, Чечено-Інгушська АРСР була трансформована в союзну республіку у складі СРСР ставши шістнадцятою союзною республікою в його складі. Це здійснювалось з огляду на прийнятий Верховною Радою СРСР 9 квітня 1990 року закон «Про порядок розв'язання питань, пов'язаних з виходом союзної республіки з СРСР», в третій статті якого були такі слова: «В союзній республіці, що має у своєму складі автономні республіки, автономні області та автономні округи, референдум проводиться окремо по кожній автономії. За народами автономних республік і автономних утворень зберігається право на самостійне вирішення питання про перебування в Союзі РСР чи в союзній республіці, що виходить, а також на постановку питання про свій державно-правовий статус».
11 березня 1991 р. Верховна Рада Чечено-Інгушетії ухвалила рішення про відмову від референдуму про пост президента РРФСР. В свою чергу райради Назранського, Малгобекського та Сунженського районів постановили провести в себе загальноросійський референдум.
8 червня 1991 р.. Загальнонаціональний Конгрес Чеченського Народу проголосив створення Чеченської республіки Нохчі-чо.
У липні 1991 ІІ з'їзд ЗКЧН проголосив, що Чечня не входить до РРФСР і СРСР.
Під час спроби державного перевороту в Москві 19-21 серпня 1991 року керівництво Чечено-Інгушетії та республіканський комітет КПРС підтримали ДКНС. Конгрес виступив проти заколоту і став вимагати відставки уряду і парламенту, а також виходу з РРФСР і СРСР. В Грозному зібрався багатоденний мітинг.
4 вересня 1991 р. голова Конгресу Дудаєв оголосив про повалення Верховної Ради. 6 вересня мітингувальники захопили будинок Верховної Ради, телецентр та Будинок чеченського радіо. Голова Верховної Ради Доку Завгаєв подав у відставку. В подальшому 6 вересня було оголошене днем незалежності Чечні.
7 вересня 1991 р. було створено Тимчасову Вищу Раду Чечено-Інгушетії, яку 8 жовтня визнала Верховна Рада РРФСР, але ЗКЧН оголосив про її відсторонення і проведення 27 жовтня виборів президента і парламенту Чечні. Противники Дудаєва і прихильники збереження Чечено-Інгушетії виступили за перенесення парламентських виборів на 27 листопада.
15 вересня 1991 р. у Назрані зібрався з'їзд депутатів інгушських районів всіх рівнів який проголосив створення Республіки Інгушетія у складі РРФСР.
27 жовтня 1991 р. в Чечні відбулись парламентські та президентські вибори у яких взяли участь 72 % виборців. З результатом 90,1 % на виборах переміг Джохар Дудаєв. Противники Дудаєва результатів не визнали. Також Чеченську республіку і її керівництво не визнала жодна дипломатична сторона поза її межами.

### Чечня у перші роки правління Джохара Дудаєва (1991—1992). Розпад Чечено-Інгушетії
1 листопада 1991 р. Джохар Дудаєв видав указ про «Оголошення суверенітету Чеченської республіки», а після розпаду СРСР оголосив про вихід з Російської Федерації. 10 листопада 1991 було створено Раду оборони Чечні на чолі з президентом. Згідно прийнятого 24 грудня 1991 року парламентом Чечні закону в республіці була введена загальна військова повинність для чоловіків. Протягом 1991-1994 років було проведено 6 призивів чоловіків від 19 до 26 років.
2 листопада 1991 р. з'їзд народних депутатів РРФСР визнав незаконними вибори в Чечні. 7 листопада 1991 р. президент РРФСР Єльцин підписав указ про введення надзвичайного стану в Чечено-Інгушетії. 11 листопада 1991 року сесія Верховної Ради РРФСР відмовилась затвердити указ президента про введення надзвичайного стану в Чечено-Інгушетії. Опозиційні партії підтримали президента Дудаєва та його уряду. Тимчасова Вища Рада Чечено-Інгушетії припинила функціонування.
2 березня 1992 парламент Чечні прийняв конституцію республіки, згідно якої Чечня проголошувалась «суверенною демократичною правовою державою, створеною внаслідок волевиявлення чеченського народу».
Найрадикальніші опозиційні до Дудаєва сили створили Комітет з відновлення конституційного ладу в Чечено — Інгуській республіці. Вранці 21 березня 1992 р. 150 опозиціонерів захопили радіо та телецентр і закликали до повалення уряду і президента Чечні. До вечора того ж дня частини чеченської гвардії відбили захоплені будівлі і придушили заколот. Заколотники сховались у Надтеречному районі, керівництво якого з осені 1991 не визнавало адміністрації Дудаєва і не підкорялось владі Чечні.
У 1992 році Дудаєв підписав указ про націоналізацію майна російських військ дислокованих у Чечні. По республіці прокотилась хвиля захоплень гарнізонів та військових частин. 7 червня 1992 р. російські війська залишили територію Чечні, залишивши більшу озброєння на території республіки.
У відповідь урядом Російської Федерації була встановлена транспортна і фінансова блокада Чечні, що призвело до колапсу чеченської економіки та швидкого зубожіння чеченського населення. Ці обставини призвели до сплеску організованої злочинності та виникненню внутрішньополітичної кризи в республіці. Якщо об'єднані в тайпи чеченці могли чинити організований опір криміналу, то нечеченське населення (в першу чергу росіяни) виявилось беззахисним перед розгулом криміналітету і стало покидати Чеченську республіку. У 1992–1993 роках з Чечні виїхало 200 тисяч осіб, що склало 20 % населення.
10 грудня 1992 року внесено поправки до Конституції РРФСР 1978 року: Чечено-Інгушетію поділено на Інгуську республіку та Чеченську республіку, межа між якими залишилася незатвердженою до 12 вересня 2018 року. Поправки було опубліковано 29 грудня 1992 року в «Російській газеті» (ru «Российской газете»). Чечено — Інгуська республіка перестала існувати де-юре.

### Конституційна криза 1993 і втручання російських силовиків
Навесні 1993 року загострились протиріччя між президентом та опозицією. 15 квітня 1993 року на Театральній площі в Грозному зібрався опозиційний мітинг, що став вимагати відставки президента та уряду та проведення нових президентських і парламентських виборів.. У відповідь 17 квітня 1993 року президент Дудаєв оголосив про розпуск парламенту, конституційного суду та Міських Зборів Грозного. Були введені пряме президентське правління та комендантська година, призначені новий віце-президент Зелімхан Яндарбієв та прокурор.
2 травня 1993 р. парламент проголосував за проведення референдуму щодо довіри президенту 5 червня.
2 червня озброєні люди вдерлись до президентського палацу (колишня будівля республіканського комітету КПРС) і стали вбивати всіх хто був у кабінеті президента, але Джохара Дудаєва в цей час там не було.
У відповідь прихильники президента на чолі з Шамілем Басаєвим 4 червня 1993 року захопили будівлі Міських Зборів, де засідав парламент та Конституційного Суду Чеченської Республіки. Озброєні прихильники президента увійшли до центрвиборчкому і знищили бюлетені референдуму. Через загрозу силового придушення мітинг на Театральній площі саморозпустився. Так в Чечні було усунуто легальну опозицію до президента.
У кінці червня 1993 року Дудаєв видав указ про відновлення діяльності парламенту, але «без права законотворчої діяльності».
Оговтавшись від політичної кризи в країні з кінця 1993 року, російські спецслужби починають нарощувати вплив на вище керівництво держави, та починають активно боротись за повернення Чечні під контроль Російської Федерації. Російськими спецслужбами розпочалася операція по розпалюванні внутрішньо-чеченського збройного конфлікту.

### Громадянська війна в Чеченській республіці Ічкерія (1993—1994)
Противники Джохара Дудаєва виїхали до Надтеречного району, де 16 грудня 1993 року було створено Тимчасову Раду Чеченської Республіки, яку очолив голова районної адміністрації Умар Автурханов. Влітку 1994 року в Толстому-Юрті та Урус-Мартані формувались озброєні загони чеченської опозиції, яким допомагали російські державні структури. В цей час по всій території Чечні, яку 14 січня 1994 було перейменовано в Ічкерію (від назви регіону в гірській Чечні) відбувались сутички між прихильниками уряду і опозиції. Загін колишнього міського голови Грозного Біслана Гантамірова захопив Урус-Мартан, а формування колишнього голови охорони Джохара Дудаєва Руслана Лабазанова — Аргун.
12-13 червня 1994 року в Грозному відбулись зіткнення між прихильниками президента і Руслана Лабазанова.
До опозиції долучився колишній голова Верховної Ради Росії Руслан Хасбулатов, що створив у Толстому — Юрті «Миротворчу групу Руслана Хасбулатова». 29 серпня Гантаміров, Лабазанов, Автурханов і Хасбулатов домовились про «спільні дії проти режиму Дудаєва». Командиром опозиційних формувань став Біслан Гантаміров.
2 серпня 1994 року голова Тимчасової Ради Умар Автурханов звернувся до президента Росії з проханням вважати Раду єдиним легітимним органом влади в республіці і надати їй підтримку. Однією з основних задач Тимчасова Рада ставила проведення виборів та формування нового уряду. Автурханов оголосив про повалення Дудаєва і прийняття на себе всієї повноти влади.
В свою чергу Дудаєв оголосив 11 серпня введення військового стану та мобілізацію.
17 — 20 серпня 1994 р. сили Тимчасової Ради намагались захопити Грозний.
5 вересня урядові сили відбили Аргун, а 17 вересня оточили Толстой-Юрт.
15 жовтня сили опозиції здійснили другу спробу штурму столиці Чечні.
У вересні 1994 року частини опозиції отримали від російської армії ПЗРК «Ігла», бронетранспортери, танки та зенітні установки. Танки постачала 131 мотострілецька майкопська бригада.
Протягом жовтня 1994 загін чеченської опозиції з 120 осіб пройшов чотиритижневу підготовку на полігоні «Прудбой» 8-го Волгоградського армійського корпусу російської армії. Керували підготовкою офіцери 33-го мотострілецького полку.
В жовтні за вказівкою Єльцина, міністр оборони РФ Павло Грачов створив групу по Чечні, що розробляла всі сценарії силового втручання аж до прямого введення військ та ведення бойових дій.
В листопаді 1994 загонам опозиції були передано важке озброєння, зокрема 6 гелікоптерів з екіпажами по 3 людини. Пілоти набирались з Північно-Кавказького військового округу.
17 листопада, під час підготовки наступу на Грозний, до Моздоку прибула група офіцерів на чолі з М. П. Колесніковим. Безпосереднє керівництво бойовими діями було покладене на заступника командира 8-го Волгоградського армійського корпусу Г. М. Жукова.
23 листопада 1994 року Тимчасова Рада сформувала власний кабінет міністрів який очолив колишній міністр нафтохімічної промисловості СРСР Саламбек Хаджієв.
Вранці 26 листопада 1994 року о 9-й годині антидудаєвські формування оточили Грозний і почали штурм міста. До 18-ї години частини опозиції взяли під контроль міністерство внутрішніх справ Чечні, департамент державної безпеки та телецентр. Проте потому більшість опозиційних формувань були розстріляні з гранатометів. З 40 танків, що брали участь у штурмі вціліло лише 18. В полон потрапив 21 танкіст з 4-ї гвардійської танкової кантемирівської дивізії. Міністр оборони Росії Грачов відмовився від них, назвавши участь у штурмі російських військовослужбовців «маячнею».
1-3 грудня 1994 року депутати Державної Думи від фракцій «Яблоко» та «Вибор Росії» приїхали до Грозного на перемовини з Дудаєвим. Було досягнуто домовленість про звільнення полонених. Двох із них депутати вивезли до Москви. Перебуваючи в Грозному, депутати були свідками бомбових ударів російської авіації по місту.

### Перша російсько-чеченська війна
1 грудня 1994 року російська авіація завдала удару по військових аеродромах, знищивши всі військові літаки.
11 грудня 1994 року президент Російської Федерації Борис Єльцин підписав указ про введення військової операції в Чеченській республіці.За планом передбачалось до 13 грудня захопити Грозний, а до 19 грудня всю територію республіки. Проте російські війська зазнали втрат вже на підходах до Чечні. Так 12 грудня 1994 р. по колоні 106 повітряно-десантної дивізії було завдано удар реактивної артилерії в результаті якого загинуло 6 і було поранено 13 військовиків. У Назрані наступаюча колона 19 механічно-стрілецької дивізії була зупинена і розграбована місцевими жителями.
Тільки 31 грудня 1994 року російські війська почали штурм Грозного, після тижня авіаційних бомбардувань та ракетних і артилерійських обстрілів. В ніч на 1 січня 1995 року російські бронетанкові колони були зупинені та блоковані в центрі міста. До 3 січня переважна більшість танків та бетеерів була знищена, а вцілілі солдати здалися в полон через нестачу боєприпасів.

Наступний штурм розпочався 7 січня 1995 року і тривав до 6 березня. В ході боїв за Грозний загинуло 35 тисяч мирних жителів, з них 5 тисяч діти. Офіційні жертви серед російських військовослужбовців 2 тисячі, неофіційні від 5 до 10 тисяч. Протягом березня- червня 1995 р. російські війська захопили всі райони рівнинної Чечні, а в липні взяли останній райцентр Шатой. Під час бою за село Самашки навесні 1995 року бійцями Софрінської бригади МВС Росії та ОМОНу Московської області було вбито 100 людей з місцевих жителів. В Чечні було встановлено маріонетковий уряд на чолі з Доку Завгаєвим, який у грудні 1995 р. був обраний главою республіки. Чеченці перейшли до партизанської війни і здійснили вилазки до Будьоновська в червні 1995 р. та Кизляра в січні 1996 р. 

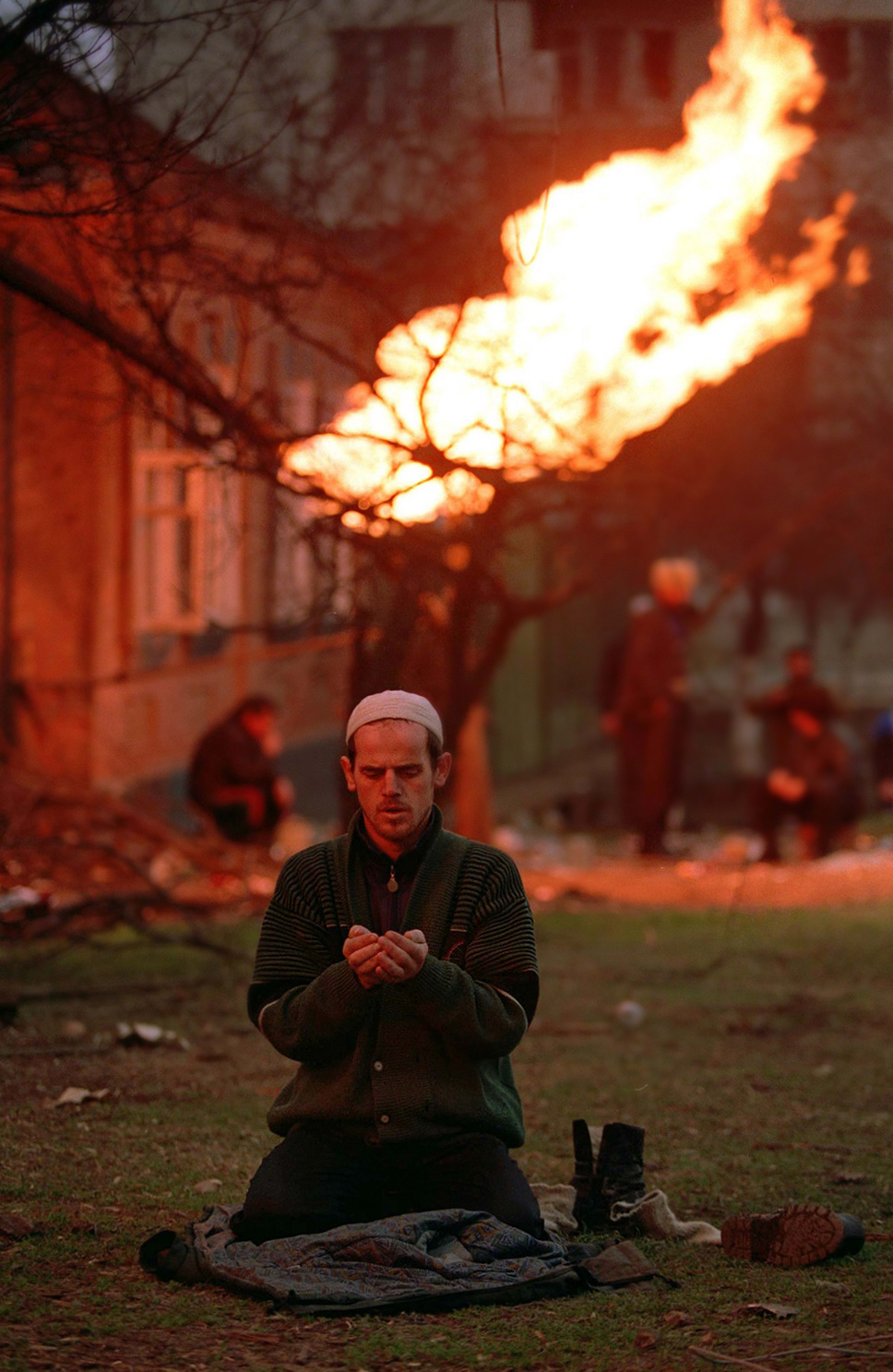
Чеченский боєць здійснює намаз на тлі розбитої газової труби під час битви за Грозний. 1 січня 1995 р.

21 квітня 1996 року внаслідок ракетного удару загинув Джохар Дудаєв. Виконувачем обов'язків президента Ічкерії Державний комітет оборони республіки 22 квітня 1996 р. призначив Зелімхана Яндарбієва.
В серпні 1996 р. чеченські бійці провели вдалий рейд на Грозний, заволодівши більшою частиною міста.
Після Будьоновського рейду в липні 1995 року між керівництвами Російської Федерації та Чеченської Республіки Ічкерія під егідою ОБСЄ розпочались переговори.
Під тиском громадськості непопулярна війна завершилася підписанням угоди в Хасав'юрті 31 серпня 1996 року, згідно якої російські війська мали бути виведені з республіки, а статус Чечні мав бути врегульований до 2001 року.
Згідно офіційних даних, у першій російсько-чеченській війні російська армія втратила вбитими та зниклими без вісти 5500 людей. За даними комітету солдатських матерів Росії число самих лише солдатів регулярних частин строкової служби налічує 14 тисяч людей. За чеченськими офіційними даними, втрати росіян склали до 80 000 убитими. Втрати чеченської армії складали від 3 до 4 тисяч людей. Цивільне населення Чечні втратило 120 тисяч убитими і 240 тисяч пораненими.

### Міжвоєнна Ічкерія (1996—1999)
Докладніше: Міжвоєнна Ічкерія (1996—1999)

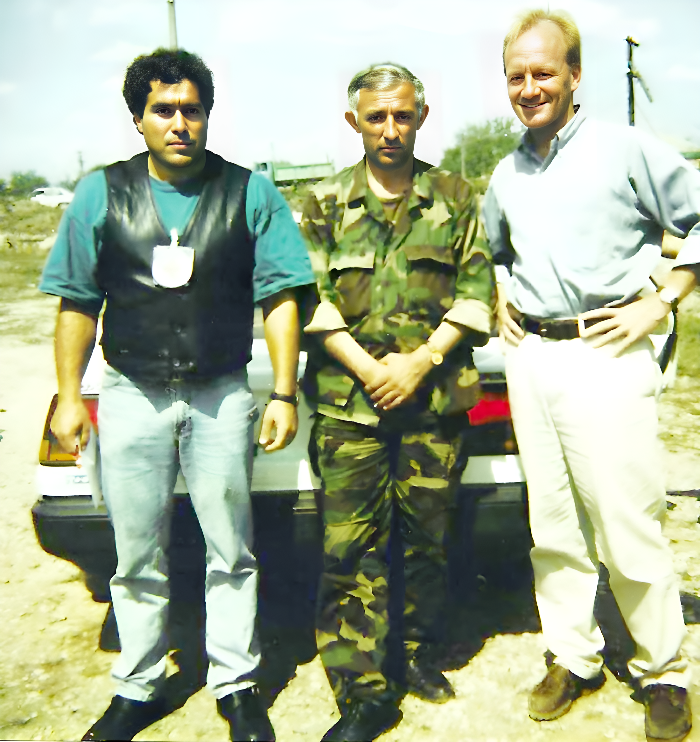
Аслан Масхадов (в центрі)

Після першої російсько-чеченської війни республіка опинилась у складних умовах. Міста і села лежали в руїнах, промисловість була знищена. Поза межами столиці влада перебувала в руках польових командирів та кримінальних угруповань. Викрадення людей, рабовласництво, розкрадання нафти з свердловин та нафтопроводів, теракти стали звичним явищем. Так, у 1997–1998 роках понад 60 злочинними угрупуваннями було викрадено 1094 людини, у 1999 — 270. В заручниках тривалий час утримувалось 500 осіб.
У 1995 році Джохар Дудаєв ввів у Ічкерії шаріатське правління. Були сформовані шаріатські суди, міністерство шаріатської державної безпеки та шаріатська гвардія. На території республіки посилився вплив ісламських фундаменталістів, зокрема вакхабізму. Виникли тренувальні табори в яких проходили бойову підготовку вихідці з мусульманських республік Російської Федерації незадоволені пануванням Москви в їхніх регіонах.
23 вересня 1996 року виконувач обов'язків президента Яндарбієв видав указ про формування кабінету міністрів який очолив начальник Головного штабу Аслан Масхадов.
У листопаді 1996 року Державна Рада оборони ЧРІ та парламент призначили президентські та парламентські вибори на 27 січня 1997 року.
На початку січня 1997 року Аслан Масхадов пішов у відставку в зв'язку з виборами. Новий кабінет очолив Руслан Гєлаєв.
На виборах 27 січня перемогу здобув Масхадов, за якого проголосували 59,1 % виборців, що брали участь у голосуванні. Друге місце посів Шаміль Басаєв із результатом 23,5 %. Третє, четверте, п'яте відповідно — Зєлімхан Яндарбієв, Мовладі Удугов та Ахмед Закаєв.За інших 15 кандидатів проголосувало менше 1 %.
12 лютого 1997 року відбулась інавгурація Масхадова, віце-президентом став Ваха Арсанов, головою уряду — Шаміль Басаєв. 12 березня 1997 року відкрилась перша сесія парламенту.
В опозиції до нового уряду стала низка польових командирів, лідером яких став родич Дудаєва Салман Радуєв. 20 червня 1998 року Радуєв, виступаючи по телебаченню, закликав чеченців до повстання проти президента Масхадова. Наступного дня його прихильники намагались захопити мерію і телецентр, але урядові підрозділи відбили напад. У результаті зіткнення загинули директор національної служби безпеки Лечі Хултигов та начальник штабу радуївської «Армії генерала Дудаєва» Ваха Джафаров.
24 червня Масхадов ввів надзвичайний стан.
13 липня 1998 року в Гудермесі між бійцями ісламського полку спецпризначення під командуванням Арбі Бараєва та батальйону національної гвардії Суліма Ямадаєва відбулися зіткнення, а 15 липня полк Бараєва атакував казарми Гудермеського батальйону національної гвардії. 20 липня президент Масхадов своїм указом оголосив про розформування шаріатської гвардії та ісламського полку.
23 вересня 1998 р. Ш. Басаєв та С. Радуєв висунули вимогу відставки президента, звинувативши його в порушенні конституції, законів шаріату, а також у проросійському курсі. У відповідь Масхадов відправив уряд Басаєва у відставку. Після цього Масхадов вже не контролював владу поза межами Грозного. В Ічкерії настав повний параліч органів влади.
3 лютого 1999 року Аслан Масхадов оголосив про введення в Ічкерії «повного обсягу шаріатського правління». Законодавча влада була надана спеціальній раді — Ісламській Шурі, а парламент позбавлений законодавчих прав.
У відповідь Басаєв оголосив про створення опозиційної Ісламської Шури, яку і очолив.

### Друга російсько-чеченська війна

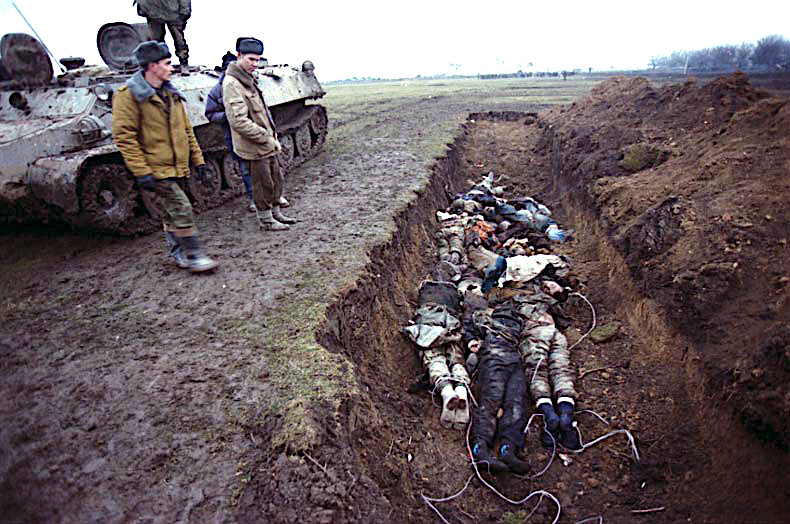
Російські солдати ховають загиблих чеченських бійців. Чеченська Республіка Ічкерія. Лютий 2000

Протягом весни 1999 року на межі Ічкерії і Дагестану ускладнювалась обстановка. Лідер дагестанських вакхабітів Багауддін Магомедов, що отримав притулок в ЧРІ, за матеріальної підтримки чеченських польових командирів створив і озброїв власні бойові формування. У липні — серпні 1999 року відбулись перші зіткнення між дагестанською міліцією та озброєними вакхабітами, а 7 серпня об'єднане чеченсько-дагестанське угрупування на чолі з Шамілем Басаєвим та арабським добровольцем Хаттабом перейшло кордон республіки Дагестан, проголосивши її ісламською державою.
Понад місяць тривали бої в Ботліхському, Цумадинському, Буйнакському та Новолакському районах Дагестану, що завершилися відступом вакхабітів до Ічкерії.
В середині вересня 1999 р. російськими містами прокотилась низка терактів: в Буйнакську, Москві та Волгодонську було підірвано багатоквартирні будинки, внаслідок чого загинуло понад 300 людей. Хто стояв за терактами достеменно невстановлено, низка авторів стверджують, що їх вчинила Федеральна служба безпеки Російської Федерації.
Поклавши відповідальність за теракти на північно-кавказькі терористичні групи і звинувативши владу в Чечні у неспроможності впоратись з терористами, російські війська блокували кордон з Ічкерією, а 23 вересня Борис Єльцин підписав указ про створення спеціального військового угруповання для проведення «контртеррористичної операції». Цього ж дня російські почали масове бомбардування Грозного та його околиць, а 30 вересня увійшли на територію республіки.
Використовуючи артилерію та авіацію, росіяни до 16 жовтня 1999 р. зайняли третину республіки, а до грудня всю рівнинну Чечню.
Облога столиці Грозного почалась 26 грудня 1999 р. і тривала до 6 лютого 2000 р. Штурм міста коштував життя близько 2,5 тисячам російським військовим. Загинуло кілька десятків тисяч цивільних жителів. Внаслідок бойових дій було зруйновано 50 % приватного сектору, і понад 80 % багатоповерхових будівель.
З весни 2000 по квітень 2009 центр чеченського опору зосередився в горах, де розгорнулись активні партизанські дії. Час від часу партизани здійснювали вилазки на рівнинну Чечню, Дагестан та Інгушетію, де у 2007—2015 роках розгорнулась справжня громадянська війна. Озброєне ісламістське підпілля діяло на всьому Північному Кавказі до початку 2020 років.

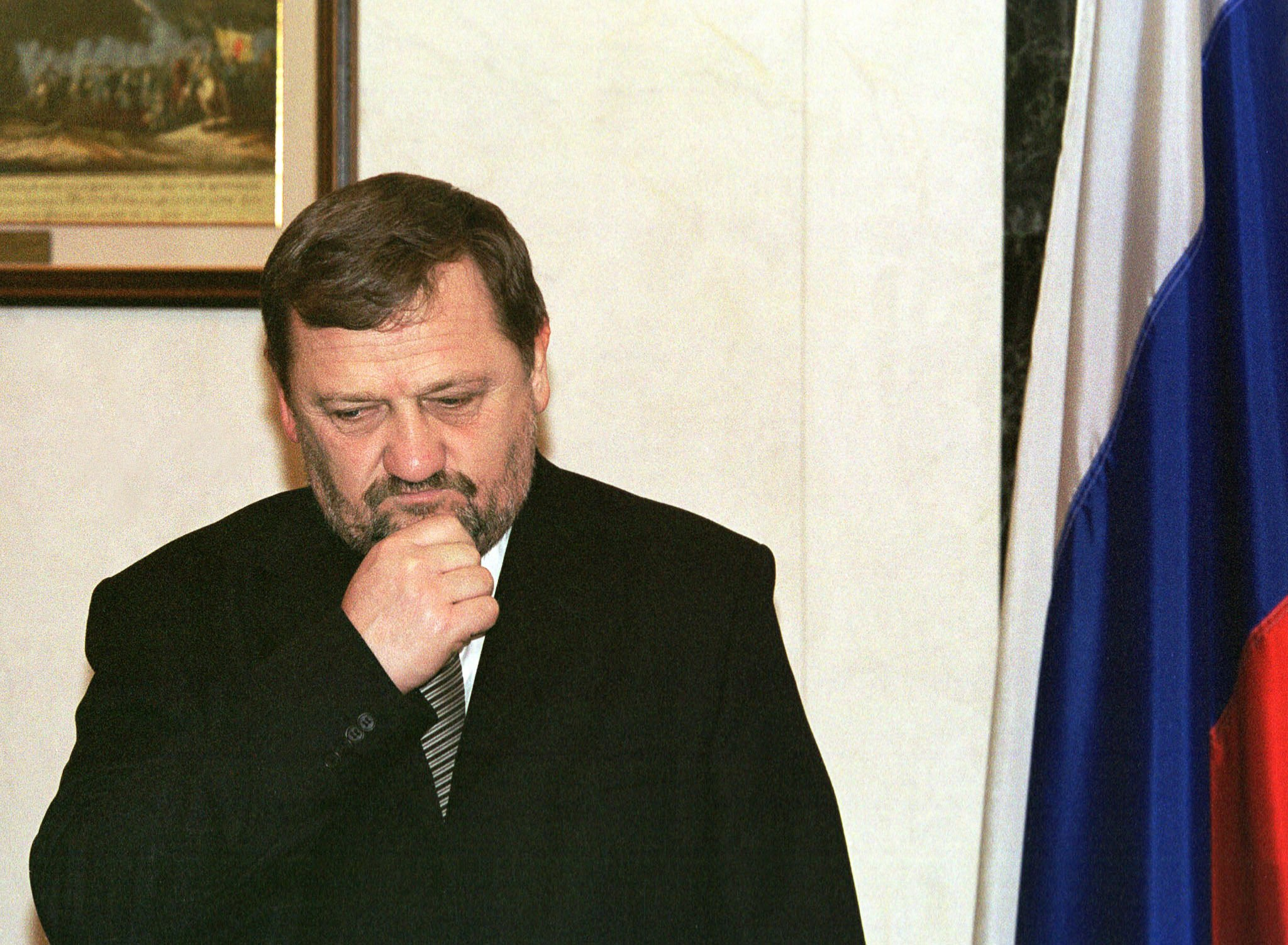
Ахмат Кадиров

Кремль зміг привернути на свій бік низку видатних постатей Ічкерії як-от головний муфтій Ахмат Кадиров був призначений головою окупаційної адміністрації, а у 2003—2004 роках став президентом Чеченської республіки Російської Федерації.
Також на бік федеральних сил перейшли командири національної гвардії брати Ямадаєви.
9 травня 2004 внаслідок вибуху на стадіоні «Динамо» в Грозному під час урочистостей до Дня Перемоги загинуло 4 людей і серед них президент Кадиров. Новим президентом став Алу Алханов, що перебував на цьому посту до 2007 року.
У березні 2005 року в ході спецоперації ФСБ у селі Толстой-Юрт був убитий Аслан Масхадов. Новий лідер руху опору Доку Умаров оголосив 7 жовтня 2007 утворення Імарату Кавказ і перетворення Чечні на один з його вілаятів. Відтоді Чеченська Республіка Ічкерія існує тільки в еміграції.
Протягом 2000–2007 років загинула більшість польових командирів, що не перейшли на бік Москви. Інтенсивність бойових дій стала спадати.
15 квітня 2009 року було оголошено про припинення режиму контртерористичної операції в Чечні, однак окремі осередки опору продовжували діяти до 2021 року.
Внаслідок Другої російсько-чеченської війни загинуло 6 тисяч російських і 16 тисяч чеченських військових і понад 125 тисяч цивільних.
За оцінками правозахисної організації Аmnesty International Друга російсько — чеченська війна супроводжувалася систематичними порушеннями прав людини, включно з позасудовими стратами і тортурами, які здійснювались як співробітниками федеральних структур так і чеченськими повстанцями. Велика частина злочинів залишається безкарними, хоча до 2021 року в окремих випадках постраждалим вдалося отримати компенсацію від російського уряду за рішенням Європейського суду з прав людини.

## Російська окупація Чечні

### Чечня у 2000—2024 роках. Маріонетковий режим Ахмата і Рамзана Кадирових
12 червня 2000 року указом президента Російської Федерації Володимира Путіна головний муфтій Чечні Ахмат Кадиров був призначений Главою адміністрації Чеченської республіки.
Влітку 2001 року Ахмат Кадиров підписав розпорядження про заборону в Чечні релігійних організацій, які сповідували вакхабізм.
23 березня 2003 року було прийнято конституцію Чеченської республіки.
5 жовтня 2003 року Ахмат Кадиров був обраний президентом Чеченської республіки Російської Федерації з результатом 80,84 % голосів.
У 2004 році на поминках убитого повстанцями Джабраїла Ямадаєва, одного з братів Ямадаєвих Ахмат Кадиров заявив про колективну відповідальність родичів повстанців.

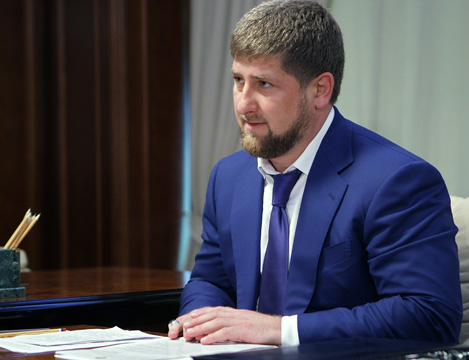
Рамзан Кадиров

9 травня 2004 року Ахмат Кадиров був убитий внаслідок вибуху бомби на стадіоні «Динамо» під час святкування дня перемоги у німецько — радянській війні. В кінці травня від хвороби помер його старший син Зелімхан. Фактична влада в Чечні опинилась в руках меншого сина Рамзана, який за віком (27 років) не міг зайняти пост президента і був призначений заступником голови уряду. Тривалий час Рамзан Кадиров був змушений ділити вплив у Чечні з гудермеським кланом братів Ямадаєвих,четвертий з яких Сулім командував батальйоном «Восток» і згодом був обвинувачений у численних військових злочинах. Зокрема, після вбивства мешканцем станиці Бороздіновська батька одного з бійців батальйону, 4 червня 2005 року, група людей у формі батальйону «Восток» здійснила напад на станицю, спаливши 4 будинки, вбивши одного і викравши 11 мешканців які пропали безвісти.
Президентом республіки з 5 жовтня 2004 по 15 лютого 2007 року був Алу Алханов, але його влада була суто номінальною.
У 2005 році Рамзан Кадиров очолив Чеченську парторганізацію «Єдиної Росії».
У березні 2006 року Р. Кадиров очолив уряд Чечні.
Міжнародні правозахисні організації обвинувачували Рамзана Кадирова у створенні таємних приватних в'язниць для учасників руху опору та їх родичів. Зокрема у доповіді ПАРЕ у квітні 2006 року говорилось про десяток приватних в'язниць, зокрема дві у селі Центорой, де з грудня 2004 по травень 2005 року утримувались родичі президента ЧРІ Аслана Масхадова. Коли 1 травня 2006 міжнародна комісія Європейського комітету з питань запобігання катуванням намагалась проїхати в село, її зупинила особиста охорона Кадирова. Зрештою комісія все — таки потрапила в Центорой, але після тривалого часу, коли кадирівці могли замести сліди.
У вересні 2006 Рамзан Кадиров і Сулім Ямадаєв втрутились в конфлікт між власником м'ясокомбінату «Самсон» у Санкт — Петербурзі та власником земельної ділянки на якій розташувалось підприємство. 15 вересня Сулім Ямадаєв з групою бійців батальйону «Восток» захопив комбінат, вимагаючи від директора Хамзата Арсамакова племінника власника Московського індустріального банку Абубакара Арсамакова підписати папери про передачу підприємства під забудову одній з ізраїльських фірм на чому наполягав землевласник. 8 лютого 2007 року в Чечні було викрадено братів Абубакара Арсамакова Юнуса і Юсупа, котрих згодом убили.
7 жовтня 2006 року, в день народження Володимира Путіна, в Москві було вбито правозахисницю і журналістку «Нової газети» Ганну Політковську — послідовного і багаторічного критика дій російських військ у Чечні та діяльності Рамзана Кадирова, який називав її особистим ворогом.
Також у 2006 році в складі Національної гвардії РФ під патронатом Рамзана Кадирова було створено батальйони «Південь» та «Північ», що стали початком його фактичної особистої армії.
15 лютого 2007 року президент Чеченської республіки Алу Алханов пішов у відставку, отримавши посаду в міністерстві юстиції РФ. На посаду президента республіки Путін запропонував Рамзана Кадирова, про що він згодом повідомив йому в Ново-Огарьово.
2 березня 2007 року Рамзан Кадиров був обраний президентом на позачерговому засіданні чеченського парламенту. За Кадирова (його опонентом був фактично технічний кандидат міністр соціального розвитку і праці Магомед Вахаєв, чию кандидатуру обрав сам Кадиров) проголосували 56 із 58 депутатів обох палат парламенту і 2 бюлетені було зіпсовано. 5 квітня 2007 року Рамзан Кадиров вступив на пост президента Чеченської республіки.
З встановленням адміністрації Рамзана Кадирова в Чечні фіксувались систематичні порушення прав людини в яких обвинувачували владу. Так, зокрема, стала широко застосовуватись практика спалення будинків чеченських повстанців, про що зазначали такі міжнародні правозахисні організації, як Human Right Watch.

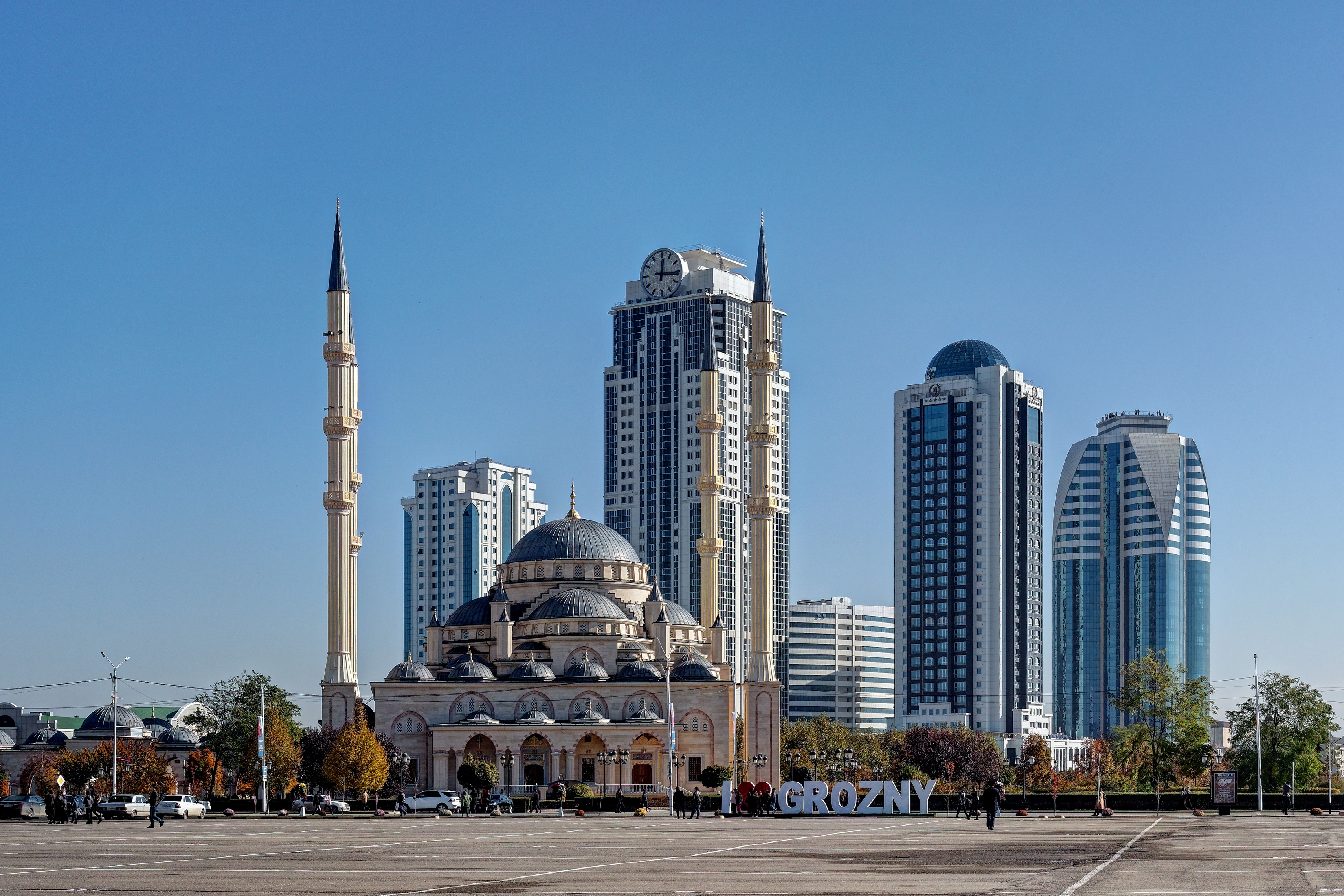
Новий центр «Грозний — Сіті» і мечеть «Серце Чечні»

Протягом 2003 — 2010 років відбувалось динамічне відновлення Чечні і її столиці міста Грозний. Було збудовано нові квартали, що отримали назву Грозний — Сіті, в центрі зведено одну з найбільших мечетей в Європі «Серце Чечні», на місці зруйнованого внаслідок штурму 1995 року Республіканського комітету КПРС Чечено — Інгушетії. Разом із тим, відновлення Чечні стало приводом для розкрадання мільярдів державних коштів виділених з Москви, через що багато російських та іноземних журналістів називали відбудову «чорною дірою».
13 квітня 2008 року родич Кадирова значно перевищив швидкість у центрі Гудермеса і скоїв аварію в якій загинули два бійці батальйону «Восток». Наступного дня розгорівся конфлікт між Рамзаном Кадировим і Сулімом Ямадаєвим, коли обидва кортежі відмовилися уступати одне одному дорогу на трасі «Кавказ» під Гудермесом.
Через дві години за наказом Кадирова були підняті частини підпорядковані МВС Чечні чисельністю 25 тисяч чоловік, які блокували в Гудермесі базу батальйону ГРУ Міноборони РФ «Восток», наказуючи бійцям батальйону перейти під керівництво Кадирова, добровільно покинувши частину.
15 квітня 2008 року Рамзан Кадиров публічно звинуватив Ямадаєва у викраденнях і вбивствах мирних жителів, одночасно проти одного з молодших братів Баруді Ямадаєва було порушено кримінальну справу за статтею 318 Кримінального кодексу РФ «Застосування насильства стосовно представника влади».
19 квітня 2008 року Сулім Ямадаєв звинуватив Кадирова в аналогічних злочинах. В травні Сулім Ямадаєв був відсторонений від командування батальйоном, а в серпні Слідчий комітет Чеченської Республіки оголосив його у федеральний розшук за звинуваченням у викраденнях і вбивствах цивільних. Остання обставина не завадила Ямадаєву взяти участь у російсько — грузинській війні, де він командував ротою яка в складі групи російських військ захопила 13 серпня Горі.
24 вересня 2008 року в центрі Москви було вбито старшого з братів Ямадаєвих Руслана.
22 листопада Сулім Ямадаєв дав інтерв'ю журналістам «Нової газети», в якому розповів про свій конфлікт із Кадировим і про те що з Чечні до Москви прибула спеціальна група з метою його ліквідації. 24 листопада він виїхав до Об'єднаних Арабських Еміратів, де 28 березня 2009 року був застрелений у гаражі одного з готелів Дубаю.
5 квітня 2009 року дубайська поліція заарештувала за підозрою у вбивстві С. Ямадаєва громадянина Таджикистану Максуд — Джана та громадянина Ірану Махді Лорнію, який був конюхом Р. Кадирова. Також було оголошено в міжнародний розшук одного громадянина Казахстану та двох громадян Росії, одним з яких виявився двоюрідний брат Кадирова, депутат Державної Думи РФ Адам Делімханов. Сам Делімханов назвав обвинувачення у замовленні вбивства Ямадаєва провокацією і висловив готовність співпрацювати зі слідством. Однак, натомість став переховуватись у Чечні ті пересуватись тільки з великою кількістю охоронців.
Рамзан Кадиров посмертно звинуватив Суліма Ямадаєва у вбивстві свого батька Ахмата Кадирова в 2004 році.
Суд Дубаю виніс виконавцям убивства С. Ямадаєва вирок довічне ув'язнення, проте в грудні 2010 року вирок було пом'якшено на прохання одного з менших братів Іси Ямадаєва, оскільки за законодавством ОАЕ вирок може бути пом'якшений на прохання кровного родича вбитого. Згодом їх звільнили.
Розгромивши впливовий клан Ямадаєвих, Рамзан Кадиров здобув нічим необмежену особисту владу в Чечні, яка номінально є суб'єктом Російської Федерації, але ні Конституція Росії, ні інші закони на її території не діють. Рамзан Кадиров фактично реставрував у республіці шаріатське правління, ввів багатоженство, хоча юридично воно не було закріплено. Жінки в Чечні опинились в повному безправ'ї, інститути які б захищали їх від домашнього насильства чи навіть вбивства (при тому що Кадиров позитивно відгукувався про вбивства честі) повністю відсутні. Утвердження особистої диктатури Рамзана Кадирова співпало із скасуванням в Чечні режиму контртерористичної операції, попри те що в горах ще лишались розрізнені озброєні групи моджахедів Імарату Кавказ. Протягом 2007—2010 років Кадиров неодноразово оголошував амністію тим хто добровільно складе зброю, проте майже всіх повстанців котрі здалися можуть ув'язнити в будь — який момент.

Кадиров любить повторювати, що своєю владою він особисто зобов'язаний Володимиру Путіну. В жовтні 2010 року в інтерв'ю кореспондентам американського журналу Newsweek він заявив: 
«Хочу щоб Путін був президентом пожиттєво. Я люблю його як любить чоловік чоловіка. Ті хто критикує його, не люди, вони мої особисті вороги. Доки Путін мене підтримує, я все можу — Аллах Акбар!»
12 серпня 2010 року Кадиров особисто відмовився називатись президентом, направивши до чеченського парламенту подання щодо перейменування своєї посади на «глава республіки», бо президент у Росії може бути тільки один. Після перейменування були змушені перейменовуватись президенти інших суб'єктів Федерації.
28 лютого 2011 року президент РФ Дмитро Медведєв вніс до парламенту Чечні кандидатуру Кадирова для затвердження на другий термін. 5 березня Кадиров був затверджений на посаді, а 5 квітня — офіційно вступив на посаду голови Чеченської Республіки.
На всеросійських парламентських виборах список «Єдиної Росії» очолюваний Кадировим отримав 99 %. У 2012 році на президентських виборах Володимир Путін отримав у Чечні 99,73 % за явки 99,59 %. При цьому ні про який контроль прозорості виборчого процесу немає мови: незалежні спостерігачі не ведуть свою діяльність у Чечні, побоюючись за свою безпеку
Протягом 2009—2024 років за нез'ясованих обставин в різних країнах світу було вбито десятки журналістів, громадських діячів, політиків, та простих людей яких Кадиров вважав особистими ворогами. Серед них співробітниця Грозненского відділення правозахисного центру «Меморіал» Наталія Естемірова, колишній охоронець Кадирова Умар Ісраїлов (який стверджував про існування розстрільного списку складеного особисто Кадировим з трьохста прізвищ тих кого він вважав особистими ворогами), російський опозиційний політик Борис Нємцов, дружина командира Міжнародного Миротворчого батальйону імені Джохара Дудаєва Адама Осмаєва лікар Аміна Окуєва, чеченські опозиційні блогери Маміхан Умаров та Імран Алієв, колишній ічкерійський та грузинський військовик Зелімхан Хангошвілі, український військовик чеченсько — грузинського походження Тимур Махаурі. Було вчинено замахи на життя самого Адама Осмаєва, чеченського опозиційного блогера Тумсо Абдурахманова, заступника голови уряду Інгушетії Шерипа Алікхаджиєва.
Також за особистим розпорядженням Кадирова по всій Росії було викрадено десятки людей. Зокрема, 21 грудня 2010 року була викрадена вчителька початкових класів однієї з грозненських шкіл Зуліхан Чатаєва, подруга його колишньої коханки співачки Хеди Хамзатової, яка втекла до Єревану з громадянином Вірменії, за якого вона вийшла заміж, від Чатаєвої вимагали аби вона вмовила сказати рідних Хамзатової де та переховується.
У грудні 2009 року Кадиров закликав ліквідувати Грузію і Україну. З кінця травня 2014 року кадирівці беруть участь у російсько-українській війні, де відзначилися жорстокими вбивствами полонених військових українців та цивільних жителів Донбасу, пограбуваннями, зґвалтуваннями, викраденнями людей. За твердженнями волонтера Олега Котенка влітку 2014 року вони організували ринок рабів у Краснодоні.
4 грудня 2014 року невелика група моджахедів Імарату Кавказ напала на столицю Чечні Грозний, захопивши Будинок Друку. Голова парламенту Чечні Духувана Абдурухманов звинуватив у організації нападу спецслужби США і НАТО, що таким чином начебто намагались дестабілізувати Росію.

Рамзан Кадиров з приводу нападу заявив наступне:
Я офіційно заявляю, що настав кінець часу, коли казали що батьки не відповідають за вчинки синів чи дочок. В Чечні відповідатимуть!.. Якщо бойовик здійснить вбивство співробітника поліції чи іншої людини, родина бойовика буде вигнана за межі Чечні без права повернення, а дім знесений разом із фундаментом."
Після цього в пресі з'явились повідомлення про те що членам родин учасників нападу спалили будинки. З середини 2010 — х акції чеченського опору майже припиняються, оскільки більшість учасників загинула або була ув'язнена. Вцілілі ж моджахеди виїхали до Сирії, де йшла громадянська війна в якій ісламські фундаменталісти воювали проти уряду.
Частина політемігрантів з Європи, що воювали у військах Ічкерії, організувала добровольчі батальйони імені Джохара Дудаєва та імені Шейха Мансура, котрі воюють за Україну. Так, бригадний генерал Іса Мунаєв командував батальйоном імені Джохара Дудаєва і загинув у лютому 2015 року в боях за Дебальцеве.
У квітні 2017 року журналісти «Нової газети» повідомили, що в Чечні переслідують, катують та вбивають геїв і лесбійок. Європейський центр конституційних прав і прав людини та Російська ЛГБТ- мережа підготували позов до суду Німеччини, чиє законодавство дозволяє притягнути до відповідальності за злочини проти людяності навіть якщо вони скоєні в іншій країні. У позові вони звинувачували чеченських військових та посадовців у незаконних арештах, тортурах, сексуальному насильстві та підбурюванні до вбивства щонайменше 150 осіб. Серед учасників переслідування ЛГБТ-осіб колишній начальник поліції міста Аргун Аюб Катаєв, прем'єр — міністр Абузайд Вісмурадов, спікер парламенту Магомед Даудов та ще двоє осіб були не названі журналістами.
У 2020 році американський канал NVO показав фільм «Ласкаво просимо до Чечні», у якому журналісти розповіли історії геїв, лесбійок та трансґендерів з республіки, яких переслідували на батьківщині за сексуальну орієнтацію.
20 січня 2022 року в Нижньому Новгороді невідомими, що назвалися чеченськими поліцейськими, було викрадено з власної квартири Зарему Мусаєву, матір правозахисника Абубакара Янгулбаєва. Невдовзі потому вся родина Янгулбаєвих була змушена виїхати з Росії, оскільки Кадиров у відеозверненням погрожував їм, а депутат Держдуми Делімханов у відеозверненні чеченською мовою пообіцяв відрізати голову не лише Янгулбаєвим, але й тим хто перекладе його відео на російську мову. Із закликом до російської влади негайно звільнити Мусаєву виступив Євросоюз.
Дані події продемонстрували повне безсилля російської правової системи перед оточенням Кадирова.
Від 24 лютого 2022 підрозділи МВС Чеченської республіки беруть активну участь у широкомасштабному вторгненні російських військ до України. Підрозділи відзначились мародерством на захоплених росіянами територіях. Зокрема кадирівці викрали сільськогосподарські комбайни в Запорізькій області і перегнали їх до Чечні, а також грабували зруйновані у ході боїв Маріупольський металургійний комбінат та Азовсталь. Однак під час заколоту ПВК «Вагнер» Кадиров не втрутився в хід подій, заявивши, що підрозділи Росгвардії з Чечні «застрягли в дорожньому короку».
18 жовтня 2022 року Верховна Рада України визнала Чеченську Республіку Ічкерія тимчасово окупованою Росією і засудила геноцид чеченського народу. Таким чином, Україна стала першою державою — членом ООН, яка визнала суверенітет ЧРІ.
29 жовтня 2024 року безпілотники вперше атакували територію Чечні, вдаривши по Російському університету спецназу імені Володимира Путіна в Гудермесі. Внаслідок удару на даху будівлі почалась пожежа, проте постраждалих не було.
Вранці 15 грудня 2024, близько 7 : 00 українські безпілотники атакували стратегічні об'єкти в Грозному. Два дрони впали в місті, інші — досягли цілей.
Вранці 25 грудня 2024, під час дронової атаки на Грозний, російське ППО «Панцирь» підбило над аеропортом літак азербайджанських авіаліній «AZAL» Баку — Грозний, який диспетчери перенаправили до Махачкали, а звідти — до казахського Актау, де літак розбився при посадці. Частина пасажирів, що знаходились у хвостовому відсіку вижила. При обстеженні уламків літака було знайдено отвори на фюзеляжі та хвості літака. Азербайджан закрив простір для рейсів до Росії.
26 грудня 2024 року Рамзан Кадиров нагородив медаллю «За заслуги перед Чеченською республікою» свого племінника Хамзата Кадирова, який обіймає пост секретаря Ради оборони Чечні за «очищення неба над Грозним від безпілотників».
9 квітня 2025 року на центральній площі райцентру Ачхой-Мартан повісили тіло вбитого 17-річного Ескерхана Хумашева, якого власті звинуватили в нападі на поліцію. На площу зігнали жителів містечка дивитися на тіло.
Рамзан Кадиров розпорядився вигнати з республіки всіх родичів хлопця, з відбиранням їх майна. Офіційна Москва вкотре проігнорувала інцидент.

### Відносини з Інгушетією
27 серпня 2012 року в Чечні було творено республіканську комісію зі встановлення адміністративного кордону з Інгушетією. Глава Інгушетії Юнус-Бек Євкуров висловився проти перегляду усталеного адміністративного кордону між Інгушетією та Чечнею. Він пише у своєму блозі, що спроба змінити відносини «приведе до конфлікту». У Грозному звинуватили владу сусіднього суб'єкта федерації в закріпленні в себе в односторонньому порядку спірних земель, а й у спробах захопити споконвічно чеченські території.
1 серпня 2012 року в Інгушетії було вбито організаторів нападу на родове село Кадирових Центорой. Глава Інгушетії Юнус-Бек Євкуров спростував інформацію про проведення в селищі Галашки спецоперації чеченськими силовиками. 4 серпня 2012 року Глава Чеченської республіки Рамзан Кадиров заявив, що керівник Інгушетії Юнус-Бек Євкуров не докладає належних зусиль для боротьби з терористичними угрупованнями, дорікнувши також Євкурова в «відвідуванні похорону бандитів». «З бойовиками необхідно нещадно боротися, тому у Рамзана Кадирова свої методи, а в мене свої»,— заявив Євкуров «Інтерфаксу». Він пробачив Рамзану Кадирову його висловлювання:
Зараз Священний місяць Рамадан, Всевишній велить нам прощати один одного.— 
26 вересня 2018 року було підписано договір про закріплення кордонів та обмін територіями між Інгушетією та Чечнею. 4 жовтня договір був ратифікований депутатами інгушського парламенту.
4 жовтня 2018 року в Інгушетії розпочались тривалі протести проти договору про закріплення чечено — інгушського кордону. Їх наслідком стала відставка Євкурова у червні 2019 року.
У 2024 році Рамзан Кадиров втрутився у корпоративний конфлікт між власниками компанії Wildberies колишнім подружжям Тетяни і Владислава Бакальчуків. Кадиров виступив на боці Владислава Бакальчука, а на боці його колишньої дружини був олігарх Сулейман Керімов, який заручився підтримкою голови Адміністрації Президента Російскої Федерації Антона Вайно. 18 вересня 2024 року Владислав Бакальчук з охороною намагався проникнути в офіс компанії Wildberies у Москві. Сталась стрілянина в якій загинуло двоє охоронців компанії, уродженців Інгушетії.
Після цього Рамзан Кадиров оголосив що сенатор від Дагестану Сулейман Керімов та двоє депутатів Державної Думи РФ від Інгушетії Бекхан Барахоєв та Різван Курбанов планували його вбивство і оголосив їм «кровну помсту».

## Зміни етнічного складу населення Чечні наприкінці ХХ— на початку ХХІ століть

### Територія Чечено— Інгушетії після депортації та чечено-інгушське населення у Середній Азії (1944—1957)
23 лютого 1944 року, в ході депортації чеченців та інгушів, що отримала назву Операція «Чєчєвіца», було вивезено 180 ешелонів із загальною кількістю 493 269 осіб. В дорозі проходження народилося 56 дітей, померло 1272 людини. До лікувальних установ було направлено 285 хворих.
В гірських районах 27 лютого 1944 року пройшов сильний снігопад що значно ускладнив процес вивезення населення. Органи НКВС вирішили проблему шляхом винищення жителів. В аулі Хайбах було спалено живцем 700 людей, в Галанчозькому районі страчено 6 000 осіб яких розстріляли, а трупи втопили в озері Галанчож.
В Чечні та Інгушетії лишилось тільки кілька тисяч вайнахів, що втекли в гори і приєднались до повсталих.
Внаслідок важких умов на нових місцях в Киргизькій та Казахській РСР протягом перших місяців після депортації загинуло понад 200 тисяч людей.
Протягом кількох років у місцях поселення смертність перевищувала народжуваність, що призвело до значного скорочення чисельності депортованих народів. Станом на 1 січня 1945 року на спецпоселенні налічувалось 440 544 вайнахи, а до початку 1949 року їх налічувалось 365 173 людини.
Після 1949 року процес адаптації до умов життя на спецпоселенні в основному завершився. Народжуваність стала перевищувати смертність, що означало відновлення чисельності депортованих. На початок 1953 року на обліку спецкомендатур перебувало 316 717 чеченців та 83 518 інгушів.
Спорожнілі терени Чечено — Інгуської АРСР навесні 1944 року починають заселяти завербовані переселенці. На частину території, де було утворено Грозненску область, до травня 1944 року було переселено 6800 родин із Ставропольського краю, 5982 родини з самого міста Грозний. Також було переселено росіян з Тамбовської, Пензенської, Ульяновської областей. Протягом 1947 -1951 років до Грозненської області прибуло 6 000 родин, з яких на місці лишилось тільки 4000.
В південні райони Чечні, що відійшли до Ахалхевського району Грузинської РСР переселилося 500 грузинських сімей. Це пояснювалося тим що це були гірські райони в яких планувалося зберегти тільки найбільші й найдоступніші села. На решті території було вирішено влаштувати пасовиська для худоби.
Східну частину Чечні заселили народи Дагестану: аварці, ногайці, даргинці, лакці та кумики, яких також виселили з їх території. Всього з Дагестану було переселено 65 тисяч людей, з яких 51 тисяча були направлені в райони Грозненської області.
Депортація не призвела до суттєвих втрат населення міста Грозний, де росіяни становили більшість: в першій половині 1950 — х чисельність містян складала 233 тисячі осіб, що було на 60 тисяч більше ніж у 1939 році. Тому в місті не виникло суттєвих проблем із відновленням розбомблених німецькою авіацією та евакуйованих на схід підприємств.
Натомість у сільській місцевості наслідки депортації призвели до знелюднення й відповідно — економічного занепаду. Так, у 1956 році на території Грозненської області та інших районах колишньої республіки проживало 200 000 переселенців з Центральної Росії, Грузії та Дагестану, що становило менше половини від чисельності населення до 23 лютого 1944 року.

### Етнічний склад населення Чечено— Інгуської АРСР (1957—1989)
У 1957 році чеченцям та інгушам було дозволено повертатись на батьківщину, де було відновлено республіку. До кінця 1950 — х років чеченці становили меншість у Чечено — Інгуській республіці. Так, за даними 1959 року в автономії проживало 243 974 чеченців і 348 343 росіян.
Відносини між чеченцями та інгушами, котрі поверталися та переселенцями, котрі були поселені в їх будинки і стали власниками всього майна депортованих були дуже напруженими. Їх проявами стали десятки побутових конфліктів, найбільшим з яких стали масові заворушення в Грозному у 1958 році, спровоковані вбивством у п'яній бійці росіянина молодими чеченцями (за іншими даними інгушами). Учасники заворушень вимагали виселення вайнахів назад до Середньої Азії.
Не сприяли нормалізації міжнаціональних відносин в республіці і умови сегрегації чеченців та інгушів, що повернулися. Їх не брали на пристойну роботу, всіляко перешкоджали селитись у таких містах як Грозний, Гудермес, Малгобек. Основними видами роботи для вайнахів були сільське господарство, будівництво сільськогосподарських об'єктів, вахтова праця на нафтогазових промислах в Ханти — Мансійському автононому окрузі та Тюменській області (в 1970 — ті роки).
Багатьох жителів гірських районів оселили в козацьких станицях приєднаних від Ставропольського краю Шелковського і Наурського районів, селах рівнинної Чечні, оскільки радянська влада боялася відновлення чеченського опору і багато гірських сіл, як наприклад аул Галанчож, не було відновлено.
На початку 1960-х років процес репатріації чечено — інгушського населення завершився і його чисельність практично зрівнялася із росіянами.
У 1970 році в республіці проживало 508 898 чеченців і 366 959 росіян.
Протягом 1970 — 1980- х років відбувався масовий виїзд з Чечено — Інгуської АРСР, в першу чергу слов'янського населення (росіян та українців), але також і вайнахів. Так, чисельність росіян до 1989 року скоротилась до 306 400. Більшість слов'ян виїзджали, головним чином до республік Балтії. Основними причинами еміграції були перенаселення і дефіцит землі, напружені відносини з більш згуртованим корінним населенням, що було характерною ознакою для всіх національних автономій на Північному Кавказі (в Чечні ці процеси були значно глибші й жорсткіші через приховане безробіття яке тільки зростало із поглибленням кризових явищ у радянській економіці).
Протягом 1979–1989 років із республіки виїхало 50 000 чеченців та інгушів. Кількість чеченського населення в Ставропольському краї зросла в 3,4 рази, в Астраханській області — 5,5 разів, в Ростовській області — 6,8 разів, у Волгоградській області — 13,7 разів, у Тюменській області — 33,7 разів. Сумарно в цих регіонах кількість чеченців зросла від 9,3 до 55,8 тисяч. Однією з причин міграції став стрімкий занепад сільського господарства, на будівництві інфраструктури якого і працювали чеченці.
Згідно Всесоюзного перепису населення 1989 року, в Чечено — Інгуській АРСР проживало 1 270 429 осіб. З них чеченців — 734 561, росіян — 293 711, інгушів — 163 721, вірменів — 14 824, татар — 14 824, українців — 12 637 та ін.
Росіяни становили переважну більшість серед населення Грозного: 210 150 з 397 258, що складало 52,9 %. Частка чеченського населення столиці республіки становила 121 164 , у відсотковому відношенні 30,5.

### Населення Чечні у 1991—2010 роках
Влітку 1992 року влада Чечні провела свій перепис населення. За його даними в республіці проживало 1 309 тис. жителів. З них близько 890 тисяч (68 %) становили чеченці, 230 тисяч (17,6 %) — росіяни, 30 тисяч (2,3 %) — інгуші (переважно мешканці міста Грозний), 8 тисяч (0,5 — 0,6 %) — турки — месхетинці (біженці з Узбекистану після погромів у Ферганській долині 1989 року), близько 5 тисяч (0,4 %) — вірмени, 4 — 5 тисяч (0,3 — 0,4 %) — українці.
Також у Чечні існували великі громади понад тисячу осіб: азербайджанців (1,1 тис.), лакців (1,1 тис.), грузинів (понад 1 тис.), циганів (менше 1 тис.).
Існували маленькі громади менше 500 людей: гірських євреїв, болгарів, німців, казахів, молдаван, мокщанців, ерзян, греків, корейців та інших.
Чеченці становили більшість у всіх районах, окрім Наурського та Шелковського, де переважаючим населенням були росіяни, точніше російська етногрупа терські козаки. При цьому в Наурському районі осіла переважна частина біженців турків — месхетинців (близько 8 тисяч), а в Шелковському районі проживали великі громади ногайців (5 — 6 тисяч людей) і аварців (4 — 5 тисяч).
Також до Грозного у 1992—1994 роках із зони осетино — інгуського конфлікту переселилося 10 тисяч інгушів.
Російська блокада Чечні 1992—1993 років спричинила обвал економіки в республіці наслідком якого стало стрімке зростання організованої злочинності, внаслідок чого почався виїзд нечеченського населення, в першу чергу росіян. Так, до грудня 1994 року в республіці лишилось тільки 120 тисяч росіян.
Російські урядові кола та прихильники силового розв'язання чеченського питання обвинувачували адміністрацію Дудаєва в етнічних чистках і навіть геноциді російського населення. Однак, на більшості території Чечні не було цілеспрямованого винищення чи витіснення росіян: злочинці свідомо обирали жертв серед нечеченців, тому що згуртована в тайпи вайнахська частина чеченського суспільства могла розпочати кровну помсту за кожного скривдженого члена своєї громади.
Зовсім інакша ситуація склалась на півночі Чечні, де жили переважно терські козаки, які практично з перших днів стали в опозиції до чеченського уряду. 15 — 17 листопада 1991 року Великий круг Терського війська висунув вимогу створення Терської козацької республіки у складі РРФСР, а згодом включення населених козаками районів до Ставропольського краю.
Між чеченцями й козаками спалахували зіткнення, які переростали в погроми козацького населення. Як наслідок, населення козацьких станиць тікало до Росії і наприкінці 1990 — х років в кожній зі станиць лишилось менше десятка російських родин. Під час громадянської війни 1993—1994 років керівництво Терського козацького війська підтримало антидудаєвську опозицію, а під час Першої російсько — чеченської — російські війська.
Початок Першої російсько — чеченської війни призвів до масової втечі населення. Так, з середини грудня 1994 по вересень 1995 р. органи Федеральної міграційної служби Росії зареєстрували понад 500 тисяч біженців з Чечні на території Інгушетії, Дагестану, Кабардино — Балкарії, Ставропольського і Краснодарського краю, частина з яких повернулась до Чечні. У червні 1996 року в республіці налічувалось 865 тисяч осіб, з них 185,8 тис. у Грозному (близько половини містян ще становили росіяни).
Новий етап міграції розпочався у 1996—1999 роках і був безпосередньо пов'язаний із колапсом органів державної влади Чеченської Республіки Ічкерія та правовою вакханалією що настала вслід за ним. Так, у 1997 році біженців з Чечні налічувалось 13 007, а у 1998—147 232.
Показово що тікали з Чечні вже й етнічні вайнахи, позаяк масові викрадення людей з метою викупу припадали найперше на чеченське населення. Це було пов'язано з тим що для іноземних вакхабітів (переважно арабів), які отаборилися в республіці після першої війни норми чеченського звичаєвого права не були в авторитеті.
У 1998 році Федеральна міграційна служба Росії зареєструвала 2 026 біженців чеченської національності, а станом на 1 січня 1999 року — 10 995. Виїзду чеченців до Росії перешкоджала та обставина, що, і влада, і місцеве населення розглядало їх в якості іноземців, причому ворожих.
У серпні — жовтні 1998 року, за деякими даними, офіційна влада ЧРІ провела (або принаймні намагалася провести) перепис населення. Тим не менше офіційних результатів перепису так ніхто й не побачив.
За даними журналу «Російський статистичний щорічник» за 1998 рік населення Чечні складало 800 тисяч жителів.
Початок Другої російсько — чеченської війни до колосальної втечі населення, котра, власне й поставила хрест на існуванні великих нечеченських громад у республіці: від бойових дій, обстрілів, ракетних ударів, фільтрації з тортурами і терактів втікали всі, але повернулись майже виключно чеченці. Навіть грозненські інгуші не намагались повернутись і оселялись в Інгушетії.
Коли восени 1999 року число біженців досягло майже 350 тисяч, голова Федеральної міграційної служби Росії Володимир Каламанов заявив: «Уся Чечня знялася, зареєструвалася і мігрує!»
Друга війна призвела до появи численної чеченської діаспори не лише в регіонах Російської Федерації, але й країнах Євросоюзу, Туреччині та США, в основному це були ті хто був незгодний із російського окупацією.
В 2002 році було проведено всеросійський перепис населення, але його офіційні дані по Чечні викликають сумніви в багатьох журналістів та демографів. Так, для багатьох очевидним було те що цифра 1 085 тисяч осіб була здобута шляхом приписок біженців, яких на той час у Чечні не було. Сумнівними були також цифри російської громади, оскільки значною мірою до неї були вписана частина солдатів російського контингенту в Чечні, які, згідно інструкції, проходили перепис за місцем дислокації військових частин.
Офіційні дані перепису населення дали наступні результати: населення Чечні складало 1 103 686 осіб. З них: чеченців 1 031 647 (93,5 %), росіян — 40 645 (3,7 %), кумиків — 8 883 (0,8 %) аварців — 4 133 (0,4 %), ногайців — 3 572 (0,3 %), українців — 829 (0,1 %), вірменів — 424 (0,01 %).
Якщо з даними цього перепису можна сперечатись, то всеросійський перепис населення 2010 року дає більш чітку картину.
У 2010 році населення Чечні становило 1 268 989 жителів. З них чеченців — 1 206 551 (95,1 %), росіян — 24 382 (1,9 %), кумиків — 12 221 (1,0 %), аварців — 4 864 (0,4 %), ногайців — 3 444 (0,3 %), табасаранів — 1 656 (0,1 %), турків -1 484 (0,1 %), татар — 1 466 (0,1 %).
Таким чином, Чечня стала моноетнічною республікою і навіть у Грозному, де чеченці становили меншість до 1994 року, у 2002 році з 210 720 осіб населення — 95, 7 % (201 562) складали чеченці, а росіян було лише 2,5 % (5 295), включно з російськими солдатами дислокованими в чеченській столиці.
У квітні 2009 року «Независимая газета» писала, що росіяни бояться повертатись до Чечні. У списку з 11 000 жителів Чечні, які втратили житло і майно і котрим належали компенсації за завдані збитки не було росіян та представників інших національностей, яких за даними перепису 1989 року було понад 360 тисяч. Газета навела слова Рамзана Кадирова, який раніше казав, що протягом двох останніх років (2007 і 2008), до Чечні повернулось лише близько 200 російських родин.
Член наукової ради «Московського центру Карнегі» О. В. Малашенко в 2007 році скептично відгукнувся про повернення росіян до Чечні.